# Rose (fleur)
Vous lisez un « bon article » labellisé en 2008.
Pour les articles homonymes, voir Rose.
Taxons concernés
Parmi la famille des Rosaceae :
- les fleurs des espèces du genre Rosa

La rose est la fleur du rosier, arbuste du genre Rosa et de la famille des Rosaceae. La rose des jardins se caractérise avant tout par la multiplication de ses pétales imbriqués, qui lui donne sa forme caractéristique.
Appréciée pour sa beauté et sa senteur, elle est célébrée depuis l’Antiquité par de nombreux poètes et écrivains ainsi que par des peintres, pour son parfum et pour ses couleurs qui vont du blanc pur au pourpre foncé, en passant par le jaune et toutes les nuances intermédiaires. Elle est présente dans presque tous les jardins et dans de nombreux bouquets. Elle est devenue la « reine des fleurs » dans le monde occidental — la pivoine lui disputant ce titre en Chine.
La rose est l’une des plantes les plus cultivées au monde et elle occupe la première place dans le marché des fleurs. Mais les rosiers sont aussi des plantes sauvages (le plus connu en Europe est l’églantier) aux fleurs simples à cinq pétales, qui sont devenus à la mode, pour leur aspect plus naturel, depuis le XVIIIe siècle, elles sont sous le nom de « roses botaniques ».
Les rosiers cultivés sont le résultat de plusieurs millénaires de transformations, d’abord empiriques puis, à partir de la fin du XVIIIe siècle, méthodiques, en particulier par l’hybridation. Les variétés sont innombrables, on estime à plus de trois mille le nombre de cultivars disponibles actuellement dans le monde.

## Histoire
Selon une étude génétique (2025), l'ancêtre de toutes les roses était jaune.
Les poètes Hésiode, Archiloque de Paros au VIe siècle av. J.-C., Anacréon de Téos la chantaient déjà. Puis Théophraste, au IVe siècle av. J.-C., parle le premier de la culture de la rose dans son ouvrage Des odeurs et Histoire des plantes, où, au Livre I, il parle du rosier comme d'un sous-arbrisseau. Au Livre II, il écrit qu'elles se reproduisent par fragments de tige ; au Livre IV, comparant ses boutons à ceux des grenades ; au Livre VI de Histoire des plantes, où il le définit comme sous-arbrisseau et « plante buissonnante » et lie le parfum des roses à leur terroir et au Livre IX, pour mettre la couleur du laurier-rose en comparaison avec celle de la rose. Il comprend toutes les roses (ῥοδονίαι / rhodoníai) sous la dénomination de « sauvage ».

## Étymologie
Le mot rose, attesté en français au début du XIIe siècle, remonte au latin rosa, rosae, substantif féminin qui désignait aussi bien la fleur que le rosier lui-même.
Par contre, l'étymologie du mot latin rosa est controversée : Friedrich Max Müller s'est opposé à une supposée origine sémitique du terme rosa, ou encore l'omission par Émile Littré de l'arabe ward(a) « fleur(s) », wardi « rose » au profit du sanskrit vrad, alors que ce dernier mot signifie « adoucir ».
Toujours est-il que les uns rattachent le mot latin au grec ancien ῥόδον / rhódon, « la rose »,, éolique wrodion, lui-même, dit-on, emprunt à un vieux perse ºwurdi, comparable à l’avestique varǝδa, sogdien ward, parthe wâr, tous au sens de « rose ». Et toujours selon cette même thèse, du vieux perse est aussi issue la racine sémitique, que l'on retrouve dans l’araméen wurrdā ou l’assyrien wurtinnu par exemple. Ainsi le mot perse, d’où le persan gol, procèderait-il d’une racine indo-européenne ºwr̥dʰo continuée en latin par rubus « ronce ».
Néanmoins, il faut souligner que dès 1822 Antoine Laurent Apollinaire Fée a remarqué que le ροζ (« rose ») grec[Quoi ?] pourrait bien dériver de l'arabe ورد ward. En 1874, l'orientaliste William Wrighten a souligné textuellement que « werd n'est ni persan ni indo-européen mais arabe ». Le linguiste français Michel Masson, en 1989, a non seulement démontré que la prétendue racine iranienne *wrd est sémitique, mais que le supposé dérivé grec de celle-ci « est plus probablement un emprunt à une langue sémitique »,. Et plus récemment encore[Quand ?], Jean- Claude Rolland a encore démontré à travers une «dissection » morpho-philologique du mot  que l'arabe ward ne doit rien au persan ni à l'indo-européen, mais est bien d'origine sémitique[réf. nécessaire].
Il est tentant de rapprocher rose de rosée mais cette similitude apparente, source d’inspiration inépuisable des poètes, est fortuite. Rosée procède, par l’intermédiaire d’un latin populaire ºrosata, du latin rōs, rōris (substantif masculin), issu d’une racine ºh₁rōs sans ºw initial.
La rose est l’une des très rares fleurs ayant un nom dédié, différent des noms donnés à la plante elle-même : la rose est la fleur du rosier.
Le succès de cette fleur lui vaut également de participer à l'appellation d'autres espèces sans lien avec la famille des Rosacées comme la rose de Noël (Helleborus niger) ou la rose de carême (Helleborus orientalis), Ranunculaceae), la rose de Chine (Hibiscus, Malvaceae), la rose de porcelaine (Etlingera elatior, Zingiberaceae), etc.

## Classification botanique

### Espèces
La description botanique, la génétique, l’origine, la distribution et la classification des espèces botaniques sont traités dans l’article rosier
Les espèces botaniques de rosiers, qui appartiennent au genre Rosa, sont au nombre de cent à deux cents selon les auteurs et se répartissent en quatre sous-genres : Plathyrhodon, Hesperhodos, Hulthemia (parfois considéré comme un genre distinct) et Eurosa.

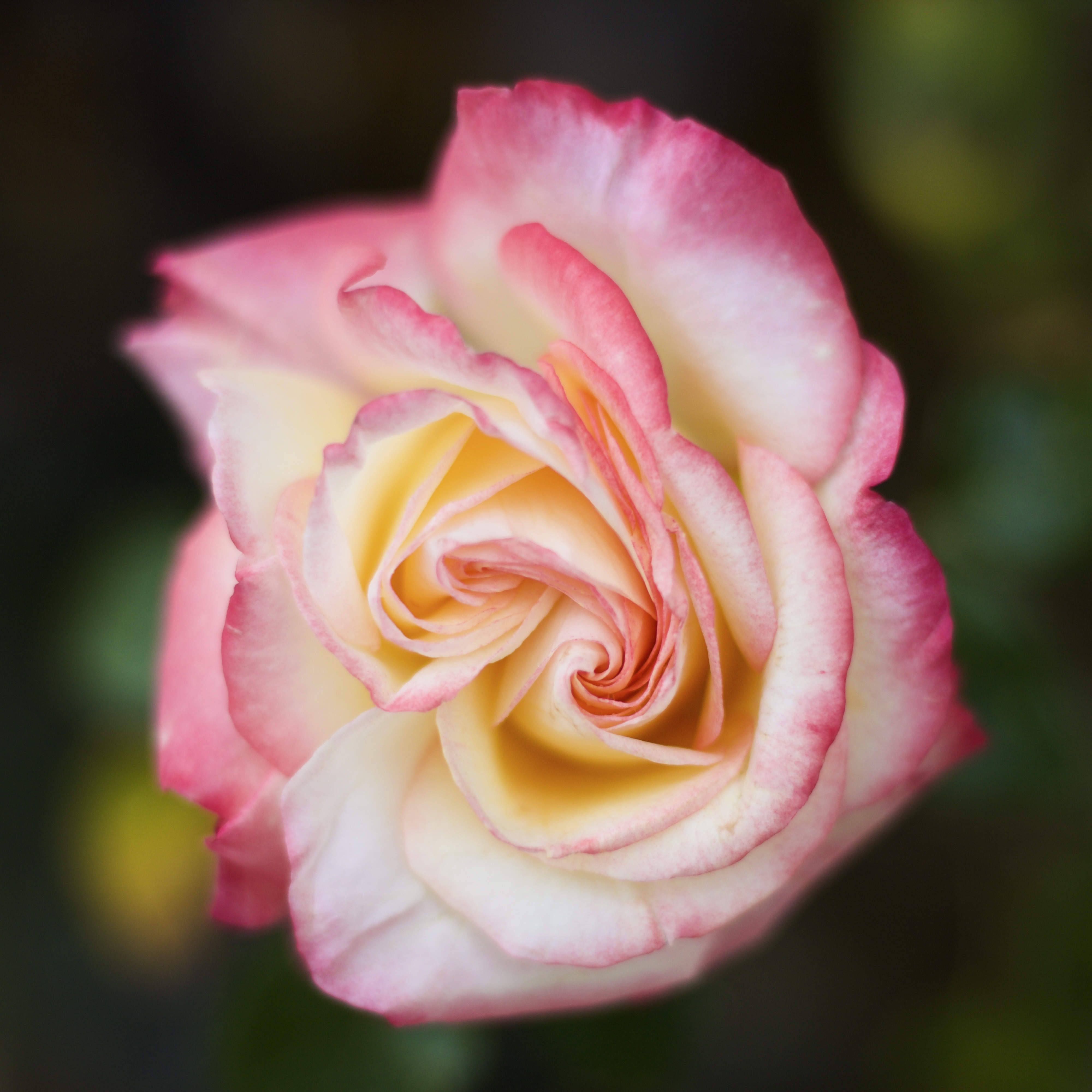
Rose double

Le sous-genre Eurosa est subdivisé en onze sections : Pimpinellifoliae (rosiers pimprenelle), Gallicanae (rosiers galliques), Caninae, Carolinae, Gymnocarpae, Cinnamomeae (rosiers cannelle), Chinenses, Banksianae, Laevigatae, Bracteatae et Synstylae.
Les travaux de génétique montrent que cette classification ne reflète pas l'évolution des espèces de roses. Cette classification n'est donc utile que pour la détermination d'un rosier trouvé dans la nature.
Seules une douzaine d’espèces et leurs taxons dérivés (variétés, formes), ont été utilisées pour créer la plupart des rosiers cultivés, généralement à fleurs dites « doubles » ou « pleines », aux très nombreux pétales. De plus en plus de formes « naturelles » sont cultivées dans les jardins, ce sont les « roses botaniques », dont la forme simple, aussi appelé églantine, et la rusticité s’accordent bien avec la tendance d'un jardin plus « sauvage ». Les rosiéristes modernes cherchent à exploiter la diversité du genre Rosa pour introduire dans leurs obtentions des gènes particuliers, par exemple de résistance au froid ou à certaines maladies.

### Classes de roses
Les spécialistes distinguent généralement les « roses anciennes » des « roses modernes ».
De nombreux cultivars de roses, anciennes ou modernes, portent des noms de célébrité

#### Roses anciennes

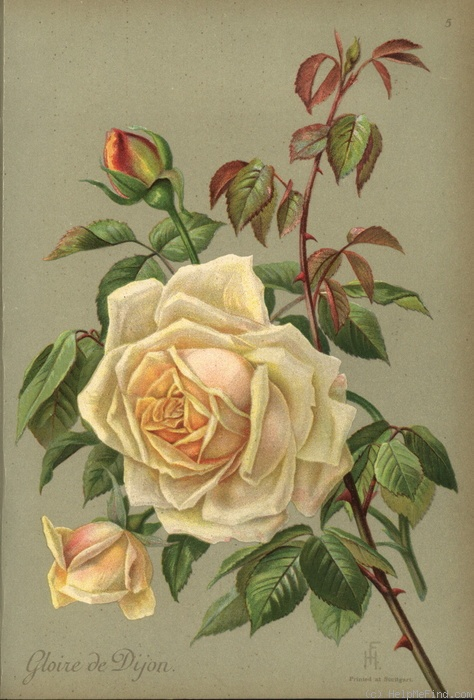
'Gloire de Dijon', ill. de 1905, in The Amateur's Gardener's Rose Book.

Les roses anciennes sont généralement les variétés datant d’avant 1867, dont beaucoup ont été perdues. Parmi celles qui sont encore cultivées figurent :
- des « roses galliques » (Rosa gallica), telles que 'Officinalis', 'Impératrice Joséphine', 'La Belle Sultane', 'Président de Sèze', 'Cardinal de Richelieu', 'Victor Parmentier' ou 'Belle Isis' ;
- des « roses à cent feuilles » (Rosa ×centifolia)»[23], telles que « Pompon Rose » (dit 'Pompon de Meaux') et « Pompon Rouge » (dit 'Pompon de Bourgogne') ;
- des rosiers mousseux qui sont des mutations stériles de centifolia (ou de rosiers de Damas) comme 'Salet', 'Duchesse de Verneuil', 'Comtesse de Murinais', 'Blanche Moreau', 'Souvenir de Pierre Vibert' ou 'Mousseline' ;
- les « rosiers de Damas » (Rosa ×damascena), hybrides naturels apparus en Asie Mineure, de Rosa gallica × Rosa phoenicia, avec la 'Rose de Puteaux' cultivée pour ses pétales séchés et la 'Rose de Recht', très répandue en Angleterre[24], ou encore 'Madame Hardy' obtenue en 1832 ;
- quelques « rosiers de Portland », comme 'Jacques Cartier', 'Yolande d'Aragon' ;
- les « rosiers de Noisette », ou « thé noisette », tels que 'Gloire de Dijon', 'Rêve d'Or', 'Madame Alfred Carrière' et 'Crépuscule' ;
- quelques « Bourbon » tels que 'Adrienne de Cardoville', 'Coupe d'Hébé', 'Louise Odier' et 'Souvenir de la Malmaison' ;
- les « rosiers blancs » : Rosa × alba, la rose d’York, Rosa alba semiplena, 'Cuisse de Nymphe émue', 'Pompon Blanc Parfait' et 'Reine du Danemark' ;
- des hybrides, comme 'Belle Amour', rose issue de Rosa ×damascena (rose de Damas) × Rosa ×alba[25], 'Unique Panachée', issue de Rosa ×centifolia, aux fleurs blanches striées de rose[26].

#### Roses modernes
En 1867, la création de 'La France', la première hybride de thé (dérivée des roses importées de Chine avec les cargaisons de thé) marque le début des « roses modernes » que sont les rosiers « à grandes fleurs », les « floribunda » et les « rosiers anglais ».

## Histoire de la culture

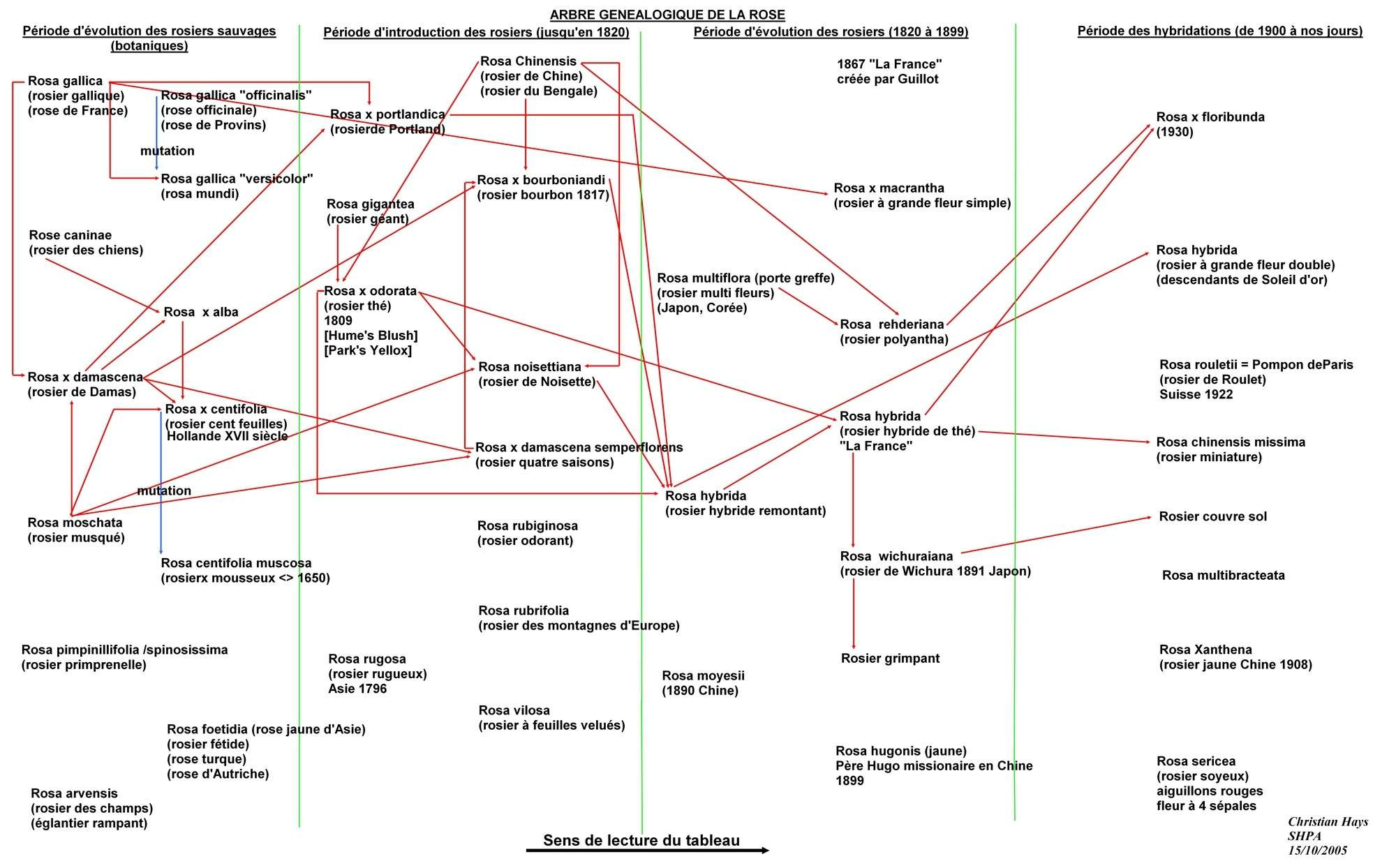
Généalogie des différentes espèces de rosiers.

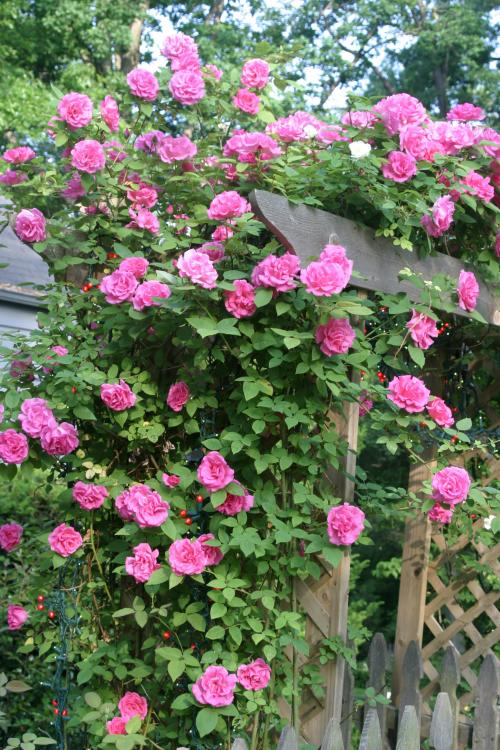
Rosa 'Zéphirine Drouhin', « rosier Bourbon ».

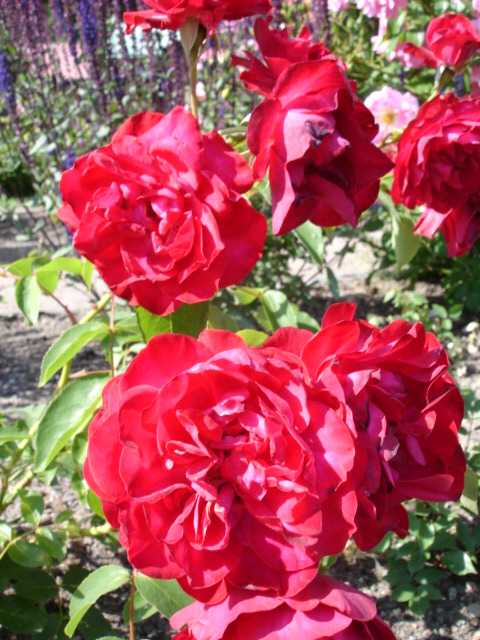
'Bengale rouge'.

### Antiquité et Moyen Âge
Les roses sont cultivées en Chine et en Perse depuis cinq mille ans et en Grèce depuis l’âge du bronze. Littérature et poésie antiques se réfèrent souvent à la rose, sans qu'il soit aisé d'en définir l'espèce ou la variété avec certitude.
Hérodote rapporte que le roi Midas au VIe siècle av. J.-C., lorsqu'il a été chassé de Lydie par les armées perses, a emporté ses roses dans son exil en Macédoine. Et le naturaliste grec, Théophraste, décrit une rose à nombreux pétales, une forme de Rosa canina, cultivée dans les jardins. Il décrit des roses rouges, roses et blanches, et note l’intensité du parfum de la rose de Cyrène.
Pline l'Ancien dans son Histoire naturelle décrit vingt sortes de rosiers nommées par le nom de leur lieu de provenance. Leurs descriptions permettent des suggestions d’identification :
- la rose de Præneste semble être Rosa gallica versicolor ;
- la rose de Campanie est une forme de Rosa × alba semiplena ;
- la rose de Tachys est une forme de Rosa ×damascena ;
- la rose de Milet rouge à une dizaine de pétales est une variété de Rosa gallica ;
- la rose de Pangée est une autre Rosa gallica ;
- la rose d’Alabande est une Rosa × alba ;
- la rose d'automne ressemble à Rosa sempervirens ;
- Spinolea est Rosa pimpinellifolia Myriacantha ;
- Rosa gallica officinalis est alors la source de l’essence de rose que les Romains utilisent en grande quantité comme les pétales. Ils confectionnent des couronnes et des guirlandes de pétales, en jonchent le sol et en remplissent des coussins. Lors des banquets, si une rose est suspendue, hommage à Harpocrate, dieu du silence, les invités doivent garder secrètes les paroles échangées « sous la rose »[29]. Les Romains en utilisent de telles quantités que la culture de la rose devient localement une activité économiquement importante et que Rome importe aussi par bateau des roses d’Égypte (dont c’est alors la plus importante exportation vers Rome), de Carthage et de Cyrénaïque (l’actuelle Libye). La rose de Paestum chantée par Virgile est vraisemblablement R. damascena et la rose de Campani, R. alba.

Ainsi du VIe siècle av. J.-C. au IIe siècle, durant toute cette période de domination grecque puis latine, les roses circulent de Perse en Angleterre, de Grèce en Égypte.
Au Moyen Âge, comme pour la période antique, la rose est extrêmement présente dans la société laïque et religieuse, mais les données permettent rarement une identification précise : au VIe siècle, les couvents cultivent des roses ; le roi Childebert Ier possède une roseraie (des roses de Paradis d’après l’évêque Fortunat) dans son domaine vers Saint-Germain-des-Prés ; et au VIIIe siècle, le Capitulaire De Villis de Charlemagne cite les roses parmi les plantes à cultiver. Au XIIe siècle, à la veille des croisades, Albert le Grand note comme rosiers cultivés Rosa rubiginosa, Rosa canina, Rosa arvensis et Rosa × alba.
Pendant cette première phase de domestication et d'utilisation des rosiers indigènes, les rosiers sont multipliés par drageons et boutures. Les introductions de nouveaux taxons étaient limitées aux grands axes commerciaux, de proche en proche : de la Chine orientale à la Chine centrale, de l'Orient au Proche-Orient et du Proche-Orient à l'Europe. Les mutations ont certainement joué un rôle important, par exemple le caractère moussu de R. centifolia ou l'intensité des coloris de R. gallica, la transformation d'étamines en pétales (duplicature).

### Les nouveaux rosiers

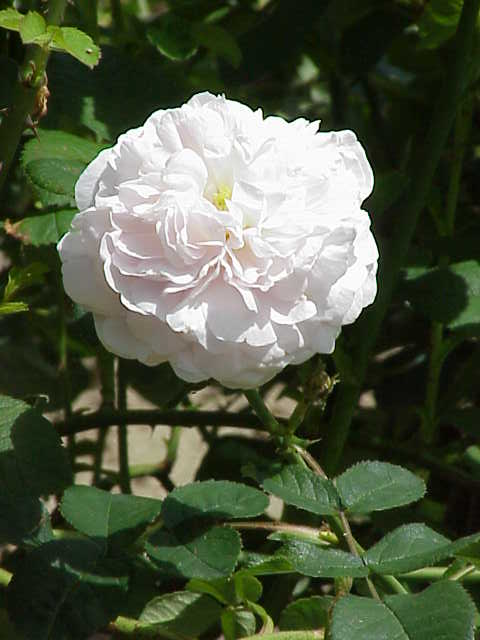
'Maiden’s Blush' (Rosa × alba).
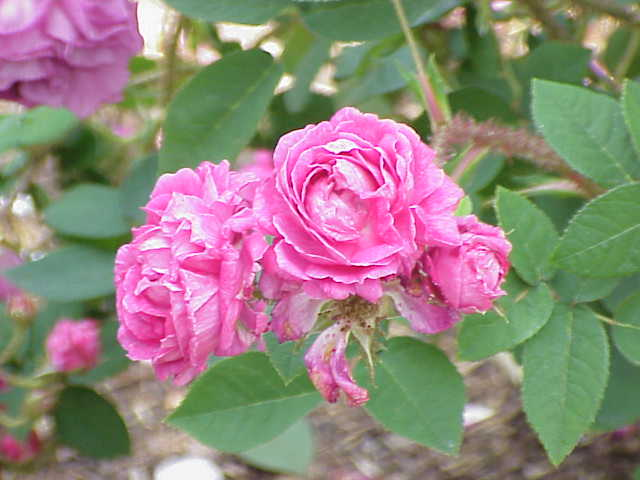
Rosier mousseux 'Félicité Bohain'.
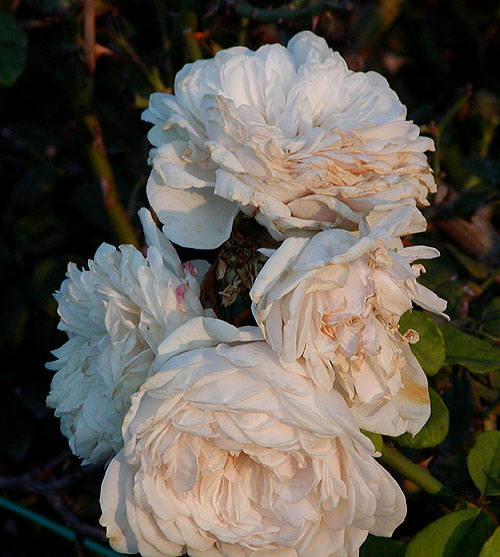
'Mademoiselle de Sombreuil'.
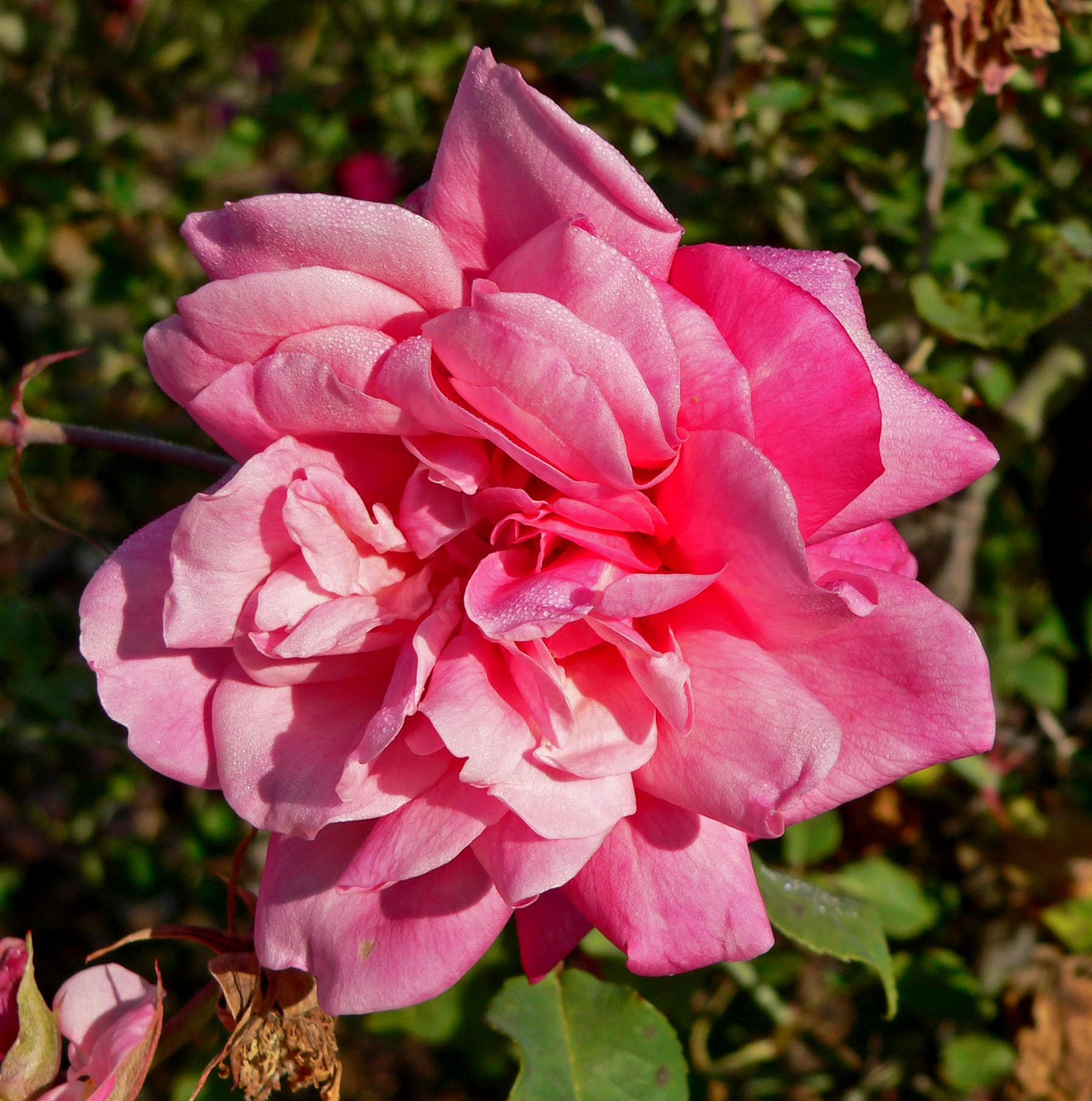
'Archiduc Joseph', G. Nabonnand, 1892.

#### Les rosiers du Proche Orient
Thibaud IV, comte de Champagne et roi de Navarre, revient en 1240 d’une croisade qui ne lui a pas permis d’atteindre les Lieux Saints, mais il rapporte Rosa gallica officinalis, qu’il fait cultiver à Provins, d’où son nom de « rose de Provins ».
Puis ce sont les rosiers de Damas qui sont rapportés des croisades. D'après les botanistes, ils seraient de deux sortes : les précoces à floraison unique, hybrides de Rosa gallica × Rosa phoenicia ; et les remontants à floraison de printemps et d'automne, hybrides de Rosa gallica × Rosa moschata. Selon des études génétiques récentes, ces deux types de rosiers auraient la même généalogie : un premier croisement entre Rosa moschata femelle et Rosa gallica mâle aurait donné un hybride, qui se serait croisé en tant que femelle avec Rosa fedtschenkoana mâle. Les deux sortes de rosiers seraient simplement des lignées différentes issues de ces croisements.
À la fin du XVIe siècle, d’une part Rosa foetida est importée de Perse en Europe, et d’autre part les rosiers d’Europe arrivent en Amérique du Nord, où existent Rosa virginiana, Rosa carolina et Rosa setigera. Jusque-là, les mutations et les hybridations sont spontanées. Ainsi, au XVIIe siècle, une mutation de Rosa gallica fait apparaître les « roses à cent feuilles », Rosa ×centifolia, dont une autre mutation, au XVIIIe siècle, donne les « rosiers mousseux » (Rosa moschata). À noter que cette origine de Rosa ×centifolia est en contradiction avec les interprétations des écrits antiques qui laissent supposer qu'elle existait déjà.
Dans l’Histoire générale des plantes de John Gerard, publiée en 1633, ne sont mentionnées que dix-huit sortes de roses, rouges, roses et blanches (Rosa × alba) et, jusqu’à la fin du XVIIIe siècle, il n’existait en Europe et dans le pourtour méditerranéen qu’une trentaine d’espèces.

#### Les nouveaux rosiers de Chine
La section 7 du sous-genre Eurosa, c'est-à-dire les chinoises, Chinenses comprend trois espèces dont l'introduction, en Angleterre, de quatre plants de Rosa chinensis, 'Slater’s Crimson China' (= 'Miss Lowe’s') en 1772, 'Parsons’ Pink China' (= 'Old Blush China') en 1773, 'Hume’s Blush Tea-scented China' en 1809 et 'Parks’ Yellow Tea-scented China' (R. indica sulphurea) en 1835, modifie totalement l’histoire du rosier cultivé européen par le caractère remontant de la floraison. Après 1781, arrive encore la forme rouge 'Bengal Rose'. Ce ne sont pas des espèces sauvages, mais des variétés cultivées dans les jardins de Chine, sélections de Rosa chinensis ou hybrides de Rosa chinensis × Rosa gigantea auxquelles s’ajoute un Rosa chinensis jaune, 'Park’s Yellow Tea-scented China' en 1824. Leur croisement avec les rosiers d’Europe va faire apparaître des centaines de roses nouvelles.
La duchesse de Portland qui obtient le premier croisement avec un rosier de Chine rouge : les « rosiers Portland » sont nés. Dans le même temps, en Louisiane, le croisement d’un rosier musqué et d’un rosier de Chine donné par Louis Claude Noisette est à l’origine des « rosiers Noisette » ('Blush Noisette', 'Madame Alfred Carrière'). Et à La Réunion (île Bourbon) le croisement du Rosa chinensis 'Old blush' et d’une rose de Damas tardive, 'Quatre Saisons', signe l’arrivée des « rosiers Bourbon » ('Zéphirine Drouhin', 'Souvenir de la Malmaison').

#### La collection de Malmaison
Entre 1803 et 1814, Joséphine de Beauharnais envoie des botanistes à travers le monde pour enrichir la collection de sa roseraie de la Malmaison qui rassemble plus de 242 cultivars dont 167 roses galliques. Malgré le blocus, le pépiniériste John Kennedy traversait la Manche pour la fournir en roses. Sa roseraie comprenait des gallica, des moschata et des damascena mais aussi des chinensis et de nouvelles espèces. Les collections de la Malmaison ont été un trésor pour les pépiniéristes français. Leur catalogue de 1791 comportait vingt-cinq espèces, celui de 1829 en comptait 2 562 dont beaucoup sans grand intérêt ont rapidement disparu.

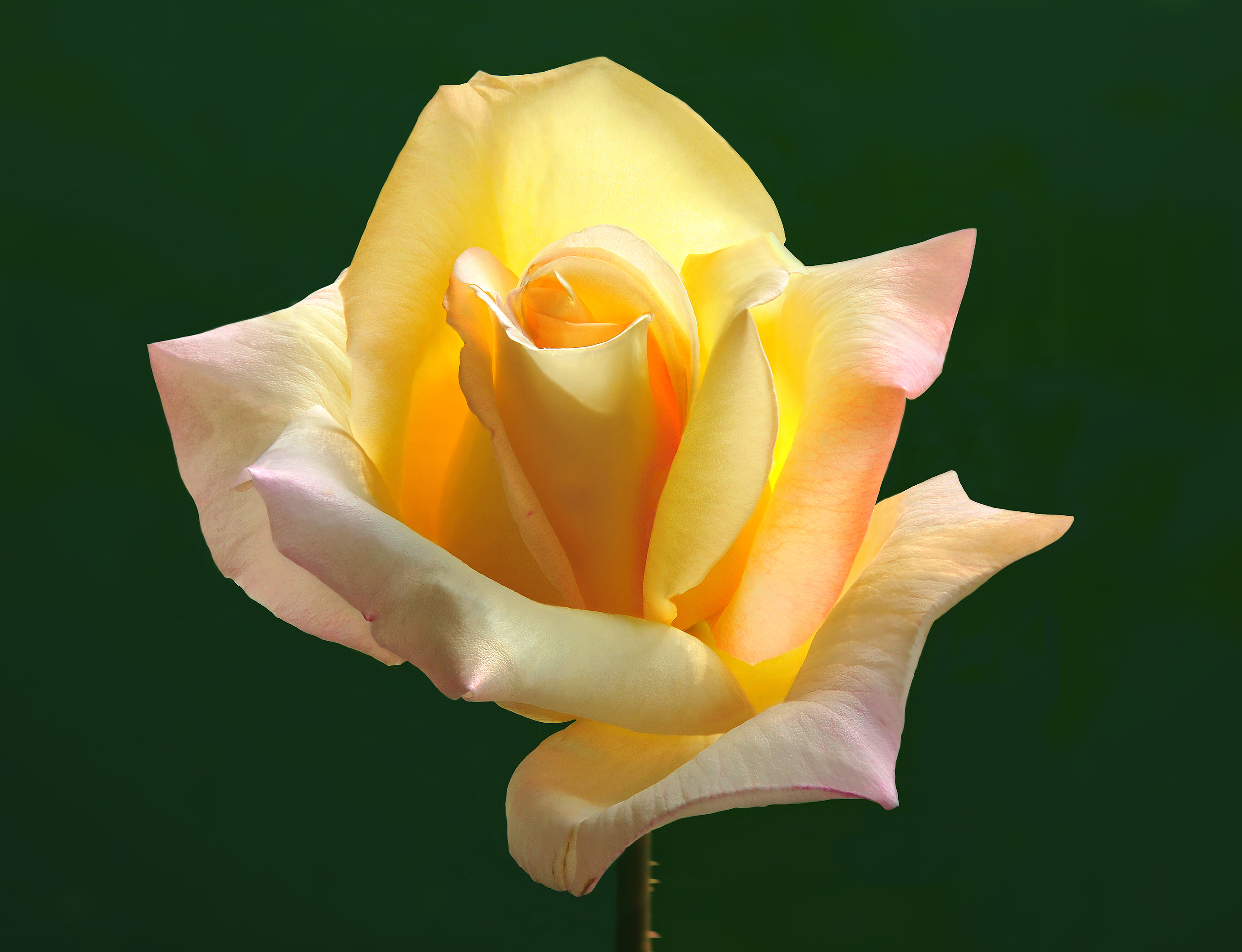
'Madame Meilland' (Peace, Gloria Dei ou Gioia).
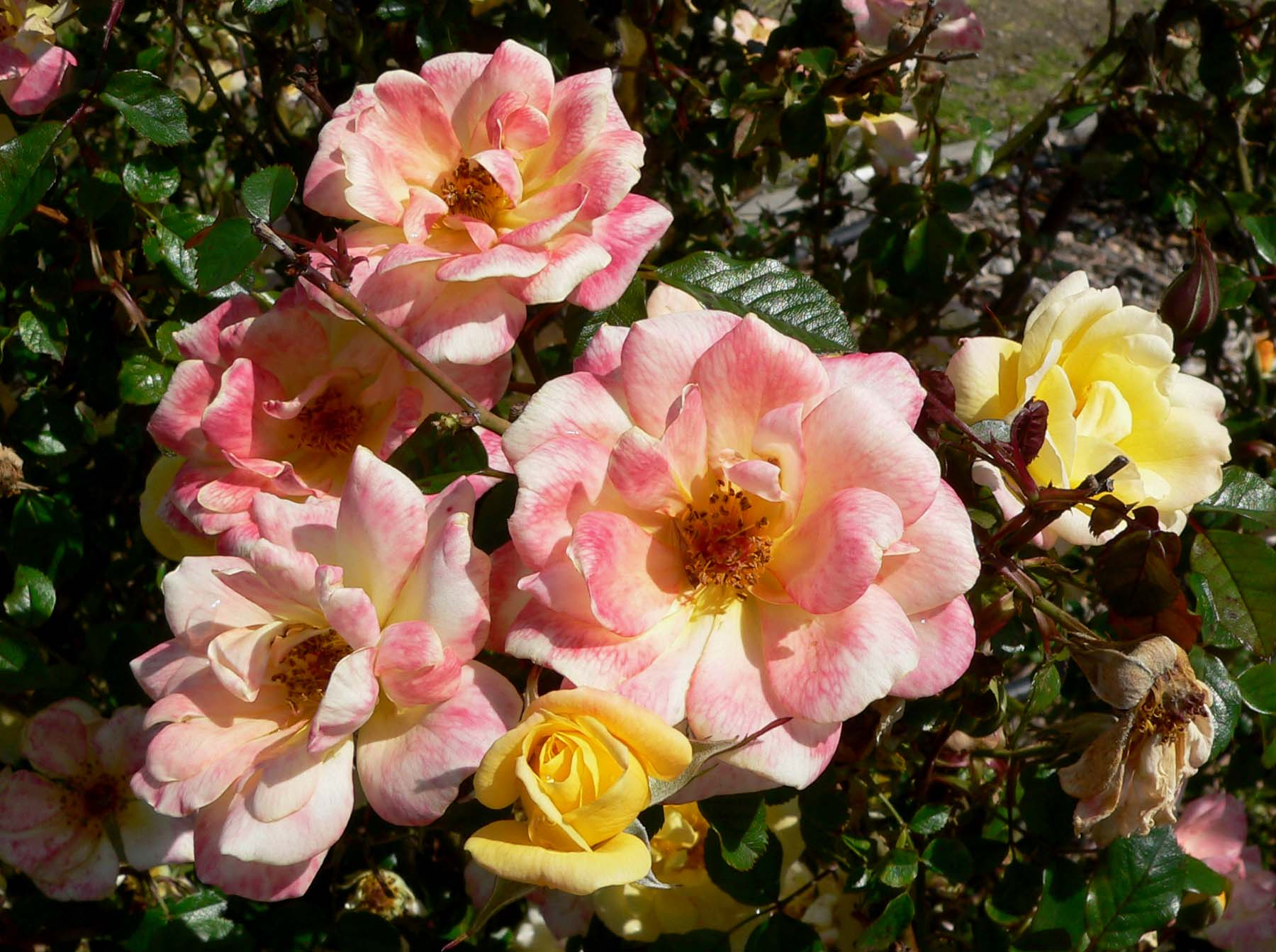
'Laura Ford'.
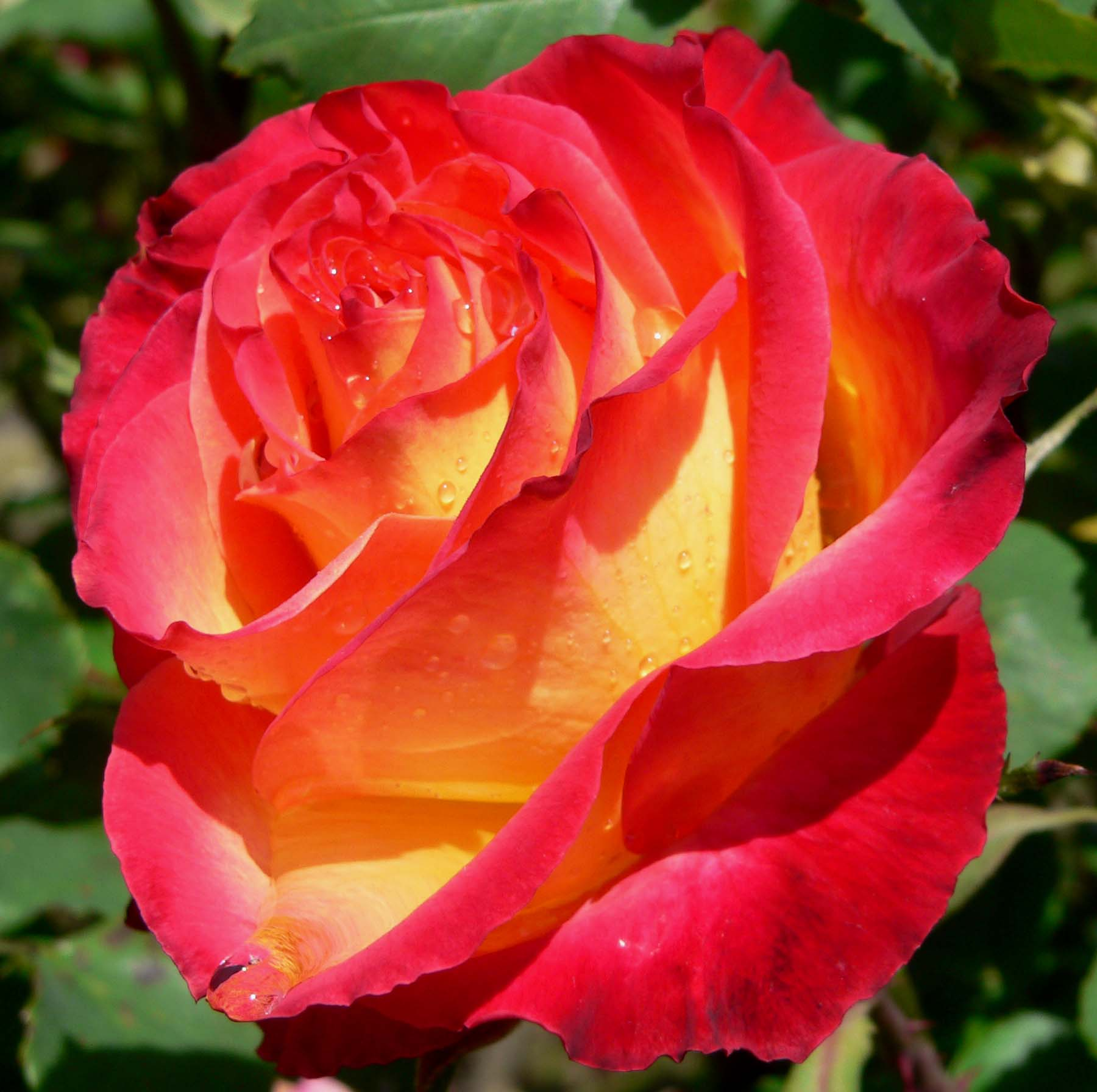
'Perfect Moment'.
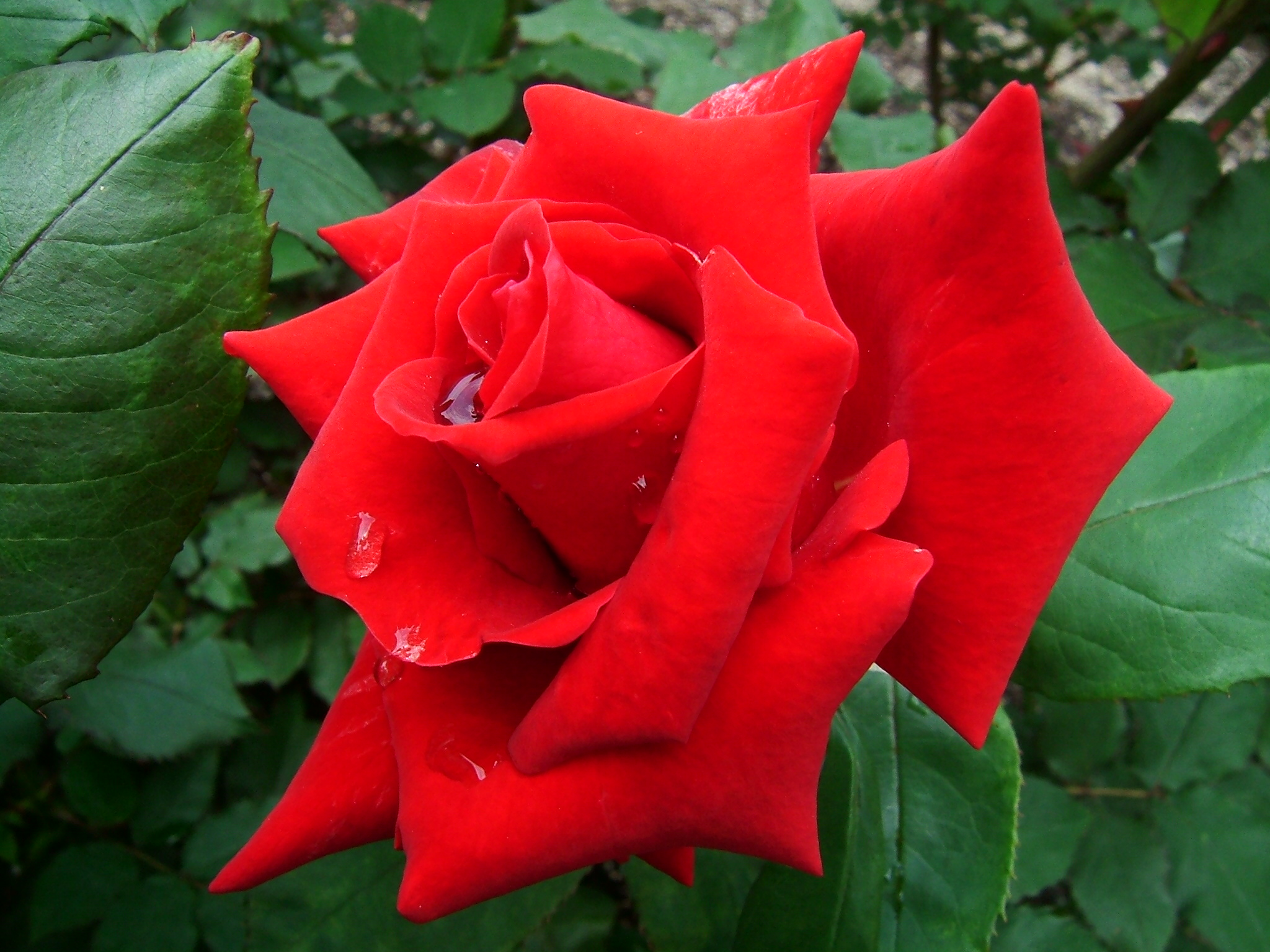
'Osaka'.

#### Les rosiers modernes
Au XIXe siècle, le croisement des rosiers de Chine, de Bourbon, Portland et Noisette permet la création des rosiers « modernes ». C'est en 1858 qu'a lieu, grâce à un passionné des roses, le pasteur Hole, la première exposition nationale des roses d’Angleterre. En 1867, Jean-Baptiste Guillot crée 'La France', le premier buisson à grandes fleurs ou « hybride de thé ». C'est l'époque ou les hybrides perpétuels remontants connaissent en France un grand succès, avec notamment les créations du rosiériste lyonnais Jean Liabaud.
Dans le même temps, de Rosa multiflora, rosier liane rapporté du Japon au XVIIIe siècle, sont créés par hybridation les nombreux rosiers buissons à fleurs groupées, les « floribundas ».
La Société française des roses est fondée à Lyon (considérée comme la capitale des roses), en 1886. Elle édite encore sa revue, Les Amis des roses.
Le XXe siècle voit la gloire des rosiers buissons à grandes fleurs avec les créations de Georges Delbard, de Meilland (Peace ou 'Madame Meilland'), de Griffith Buck. Puis David Austin, en croisant les galliques (notamment 'Belle Isis') et les Damas à des roses modernes crée les « rosiers anglais » qui allient les formes des roses anciennes (très doubles, en forme de coupe ou de rosette) à la « floribondité » des roses modernes. La première qu'il obtient est 'Constance Spry' en 1961. Les roses anglaises sont le plus souvent parfumées, fleurissent longtemps dans une large gamme de couleurs et font de bonnes fleurs à couper.

#### L'approche génétique
Les nouvelles pistes de sélection du XXIe siècle s'attachent aux processus de floraison : initiation florale, date de floraison, remontée de la floraison, couleur, parfum. Elles se concentrent sur des approches génétiques et moléculaires (étude des populations issues des croisements). Deux gènes commandent la remontée de la floraison et le nombre des pétales de la fleur simple. De nombreux gènes commandent la composition du parfum rendant ce caractère très complexe à sélectionner.

## Symbolique

### Dans l’Histoire
C'est surtout par sa valeur symbolique que la rose s'est fait connaître au cours de l'Histoire. Quelques exemples :
- Suzanne dans l'Ancien Testament (Chochana en hébreu) signifie étymologiquement la rose et vient de l'Égyptien « chochen » ou fleur de lotus[35],[36],[37].
- Chez les Grecs, la rose était la fleur d'Aphrodite, déesse de l'amour et d'Aurora, la déesse aux doigts de rose. La fleur faisait l'objet d'un art divinatoire, la phyllorhodomancie, consistant à faire claquer une feuille de rose sur la main et à juger en fonction du son ainsi produit du succès ou de l'échec de leurs souhaits[38],[39].
- Les Romains rattachent la rose à Vénus. La rose aurait été blanche, mais rougie accidentellement quand Cupidon renversa son verre de vin sur elle.
- Il paraît que la première nuit d'amour entre Cléopâtre et Marc Antoine se serait déroulée sur un lit de pétales de roses de quarante-cinq centimètres d’épaisseur.
- Dans le Cantique des Cantiques, la rose symbolise Israël[40] et dans le livre des Parsis, le rose naît sans épines et n’en est armée qu’après l’apparition du génie du mal sur terre.
- Vers l'an 400, Rosa ×alba devient l’emblème de la Vierge, ce qui est à l’origine de la dévotion catholique du Rosaire.

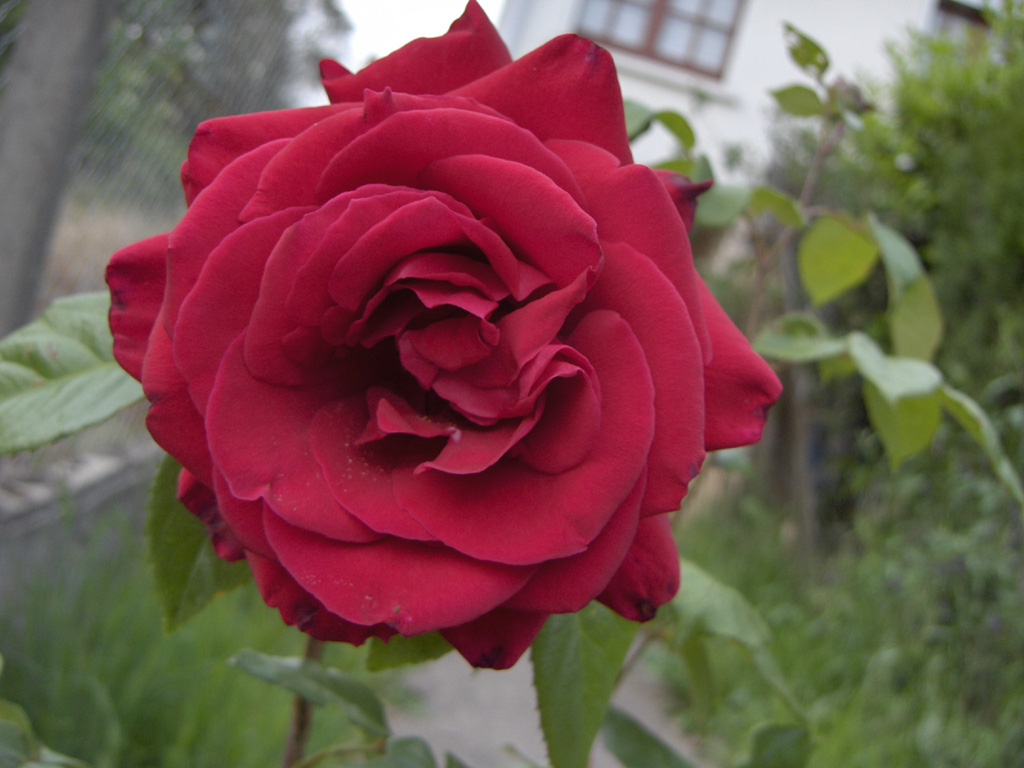
Rose 'Bimbo'.

- Au Moyen Âge, la rose pouvait être offerte en redevance symbolique par un vassal à son seigneur en gage de soumission[41].
- Quand en 1187, Saladin reprend Jérusalem aux Croisés, il fait purifier la mosquée d’Omar par de l’eau de rose amenée par une caravane de 500 chameaux. Et en 1453, Mehmed II purifia aussi à l’eau de rose l’église byzantine de Constantinople avant de la convertir en mosquée.
- La guerre des Deux-Roses de 1453 à 1485 : elle opposa Rosa ×alba, rose blanche de la maison d'York et Rosa gallica, rose rouge de la maison de Lancastre, d'où après le mariage d'Henri VII Tudor et Élisabeth d'York, l'emblème de la rose Tudor rouge à cœur blanc et plus tard la création du rosier York et Lancaster. La rose est aujourd’hui encore la fleur symbolique de l'Angleterre.
- Au Moyen Âge, la rose est souvent associée à la beauté féminine qui se fanerait au cours du temps. Cette métaphore se retrouve dans la poésie (Pierre de Ronsard, Mignonne, allons voir si la rose, in Les Amours de Cassandre, 1550) et dans les arts (gravure du Recueil des Proverbes les plus illustres publié par Jacques Lagniet, 1657-1663)."Autre fois rose à présent Gratte-cul", gravure du Recueil des plus illustres proverbes, édité par Jacques Lagniet, 1657-1663, gravure à l'eau forte, 19,7 x 17,4 cm, Nancy, Musée des beaux-arts

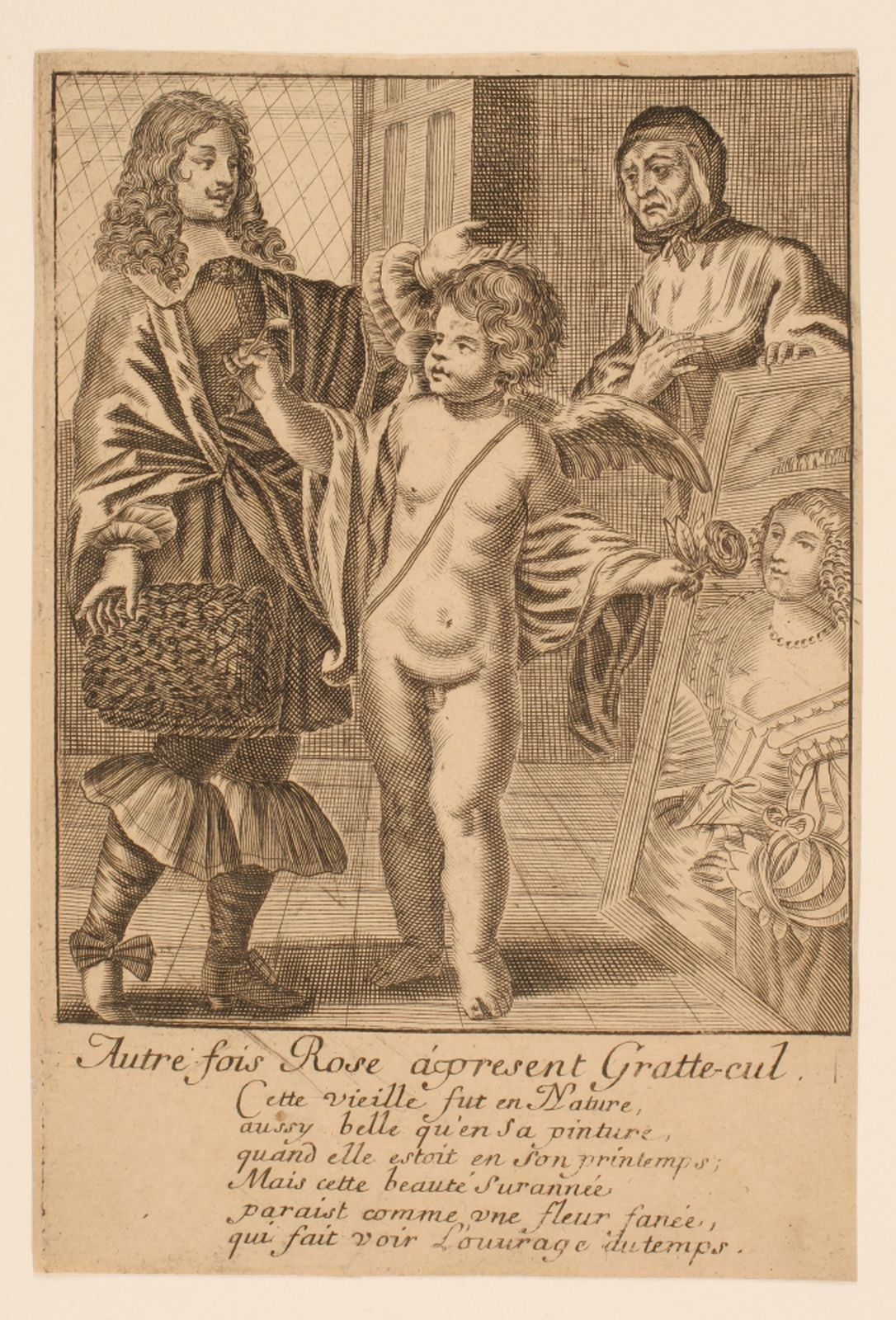
"Autre fois rose à présent Gratte-cul", gravure du Recueil des plus illustres proverbes, édité par Jacques Lagniet, 1657-1663, gravure à l'eau forte, 19,7 x 17,4 cm, Nancy, Musée des beaux-arts

- Les rosières, jeunes filles vertueuses et pures, étaient à l'origine couronnées de roses.
- Les Rose-Croix, société secrète mystique ayant pour emblème une rose rouge fixée au centre d’une croix.
- La Rose blanche de Finlande, ordre national finlandais créé en 1919 pour récompenser les services rendus au pays.
- La Rose blanche, mouvement d'opposition à Hitler dont les fondateurs furent décapités en 1943.
- Après le congrès d'Épinay de 1971, le Parti socialiste français, né deux ans plus tôt, adopte le poing et la rose comme logo, déjà expérimenté par sa fédération de Paris dès 1970, en remplacement des 3 flèches de la SFIO : le poing est issu de la tradition militante et représente la classe ouvrière, tandis que la rose est un héritage de Mai 68[42]. Le PS organise sa première fête de la rose en 1973[43]. La communication du PS l'utilise assez rarement à partir du milieu des années 1980 et le réserve essentiellement aux campagnes militantes, avant de le réutiliser massivement en 1994 sous l'impulsion d'Henri Emmanuelli[42]. Sur les indications de Yann Berriet, graphiste et militant socialiste, le dessinateur et militant du Centre d'études, de recherches et d'éducation socialiste (CERES) Marc Bonnet conçoit la « rose au poing », tourné vers la gauche, emblème d'abord utilisé par la fédération socialiste de Paris dirigée par le CERES et repris par toutes les fédérations en France en septembre 1971[44]. Ce symbole a également été adopté par d’autres partis politiques européens : à l'identique par les Parti socialistes belge (1973) et luxembourgeois (1977)[42] le parti travailliste au Royaume-Uni et celui d'Irlande, le PSOE en Espagne, le PS au Portugal, le PSA en Andorre, le sp.a en Flandre, le PvdA aux Pays-Bas, le PSS en Suisse, le PSI en Italie, le PSB et le PBS en Bulgarie, le PSD en Roumanie, l'EDEK à Chypre, le MSzDP en Hongrie, le SMER-SD en Slovaquie, le ČSSD de République tchèque, le PSDB en Biélorussie, le SDPU(O) en Ukraine, les partis sociaux-démocrates baltes et nordiques, la plupart de ceux des Balkans et le PSE. Ailleurs dans le monde, c'est également le cas de HaAvoda en Israël, du FFS en Algérie, de l'USFP au Maroc, du PDT au Brésil, du PRSD au Chili, de Nouvel espace en Uruguay, des DSA aux États-Unis, de l'UPK en Irak, du PS au Sénégal, du FPI en Côte d'Ivoire, du PDSP aux Philippines[réf. nécessaire], mais aussi, de façon retravaillée, par l'Internationale socialiste en 1979[42].
- En novembre 2003, la rose est le symbole du mouvement non-violent de la « révolution des Roses » en Géorgie.
- Marine Le Pen adopte une rose bleue comme logo pour sa campagne présidentielle de 2016-2017. Pour la journaliste Titiou Lecoq, il s'agit d'une allusion chrétienne, à travers la rose et la couleur bleue (traditionnellement associée à la Vierge Marie), mais également à Jeanne d'Arc à travers la forme de la tige de la rose qui évoque une épée[45]. Zvonimir Novak, spécialiste de l’imagerie des supports politiques, et l'historien Nicolas Lebourg soulignent que la couleur est ambiguë et tend aussi vers le violet : pour le premier, « ce logo peut aussi faire penser au bleuet qui est un symbole patriotique, la fleur de 14-18 » ; il ajoute que « la rose bleue de Marine est moins forte que celle du PS car il n’y a pas le poing, et sa tige est rectiligne. C’est probablement pour avoir l’air moins agressive »[46].

### En héraldique

Rose héraldique.

La rose est l’un des « meubles » utilisés en héraldique et sans doute la fleur la plus représentée en ce domaine après la fleur de lys.
Le dessin stylisé est inspiré de l’églantine à cinq pétales régulièrement étalés arrondis, entre lesquels apparaissent les pointes des sépales, avec au centre un bouton, souvent de couleur différente, la tige est absente. Dans certains cas on représente une rose tigée et feuillée, plus réaliste, elle est dite « au naturel ». La rose héraldique apparaît notamment sur le blason de nombreuses communes de France.

### Langage des fleurs
Dans le langage des fleurs, la rose symbolise différents sentiments suivant son type ou sa couleur : l'amour pour la rose anglaise, l'amour qui soupire ou la sagesse pour la rose blanche, la sympathie pour la rose de Chine, l'infidélité pour la rose jaune, le serment d'amour pour la rose rose, la vertu ou l'amour ardent pour la rose rouge, le plaisir pour la rose thé, l'amour simple pour la rose trémière.
Quant à la rose bleue, elle évoque le mystère ou l'atteinte de l'impossible. On croit qu'elle est capable d'apporter la jeunesse à celui qui la détient ou de réaliser ses vœux.[réf. nécessaire]
En plus de sa couleur, la quantité exprime une symbolique. Pour un nombre de roses inférieur à dix, il est de coutume d’offrir des roses par nombre impair surtout à des fins esthétiques. Au-delà et suivant le nombre, le bouquet de roses peut porter un message particulier[réf. nécessaire] :
- une rose permet de dévoiler son amour en toute simplicité ;
- deux roses permettent de se faire pardonner ;
- douze roses permettent de remercier sa bien-aimée, demande de mariage ;
- vingt-quatre roses pour être galant ;
- trente-six roses pour déclarer son amour (bouquets de fiançailles) ;
- 101 roses peuvent s’offrir pour exprimer la passion et l’amour sans retenue.

Pour un bouquet de fiançailles, il est d’usage et raffiné de sélectionner des roses ayant les têtes légèrement courbées.[réf. nécessaire]

### Dans la religion catholique
- La rose est un élément symbolique du rosaire.
- La rose d'or est un ornement béni par le pape et offert par lui pour honorer une église ou une personne (notamment les chefs d'État).
- Sainte Élisabeth de Hongrie se rendait auprès des pauvres pour leur apporter du pain, ce qui importunait son mari. Un jour, celui-ci croise le chemin de son épouse et lui demande ce qu'elle tient sous son manteau, pensant y trouver les pains. La jeune souveraine répond que ce sont des roses. Or c'est le mois de janvier. Son mari lui demande  d'ouvrir les pans de son manteau. La princesse s'exécute, laissant voir les pains transformés en un bouquet de roses. Un même miracle est relaté dans la vie de sainte Élisabeth de Portugal.

### Emblème national

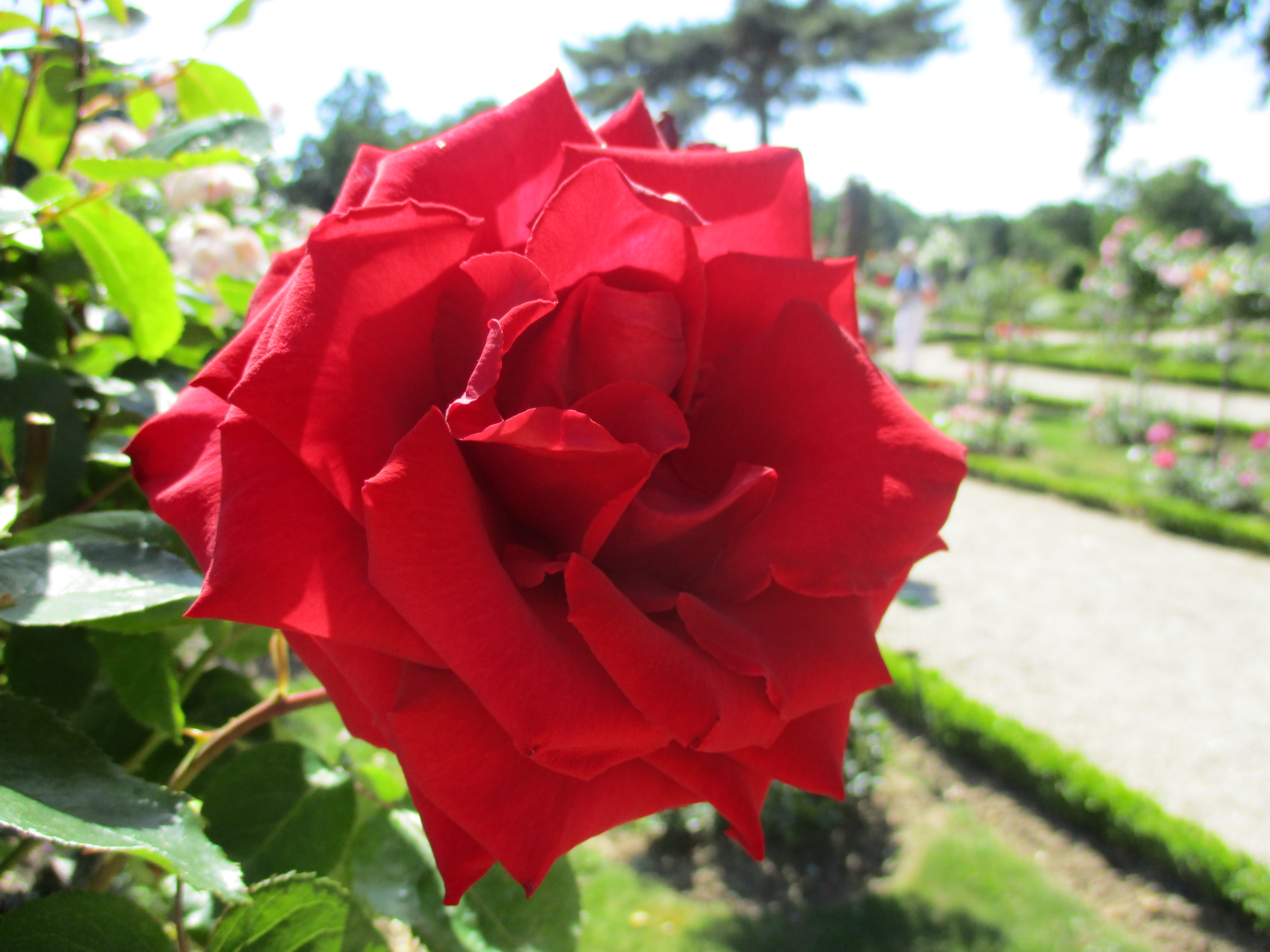
Rose 'Pride of England', la rose rouge est l'emblème de la Maison de Lancastre.

La rose est la fleur nationale de plusieurs pays : Angleterre (rose Tudor), Bulgarie, États-Unis, Finlande (rose blanche), Irak, Maldives, Roumanie.
La rose a aussi été choisie comme emblème officiel par plusieurs États des États-Unis : Géorgie (Rosa laevigata), Iowa (Rosa arkansana), New York, Dakota du Nord (Rosa blanda ou arkansana), Oklahoma.
À Venise, le 25 avril, jour de la saint Marc, la tradition veut qu'un bocolo ("bouton" en dialecte vénitien) de rose soit offert aux dames.

### Dans les expressions et locutions françaises
Et pour compléter, quelques expressions :
- « Être frais comme une rose » : avoir un joli teint, l’air reposé
- « Ne pas sentir la rose » : sentir mauvais
- « Envoyer sur les roses » : éconduire
- « Découvrir le pot aux roses » : découvrir la vérité
- « Une histoire à l'eau de rose » : une histoire mièvre[49]
- « Feuille de rose » : anulingus[50]

#### Littérature européenne

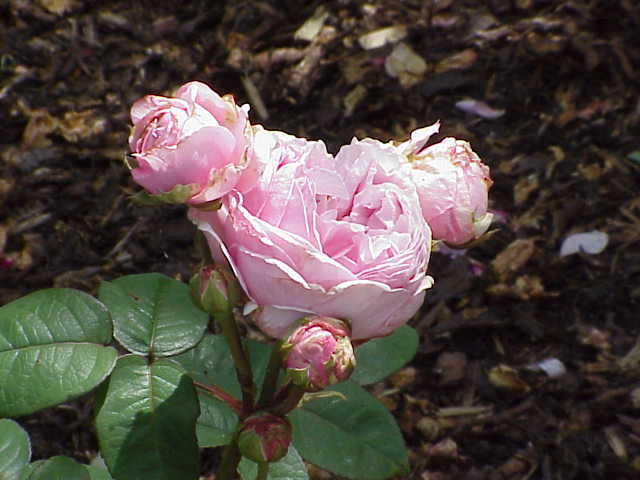
'Madame Ernest Calvat' (Rose Bourbon).

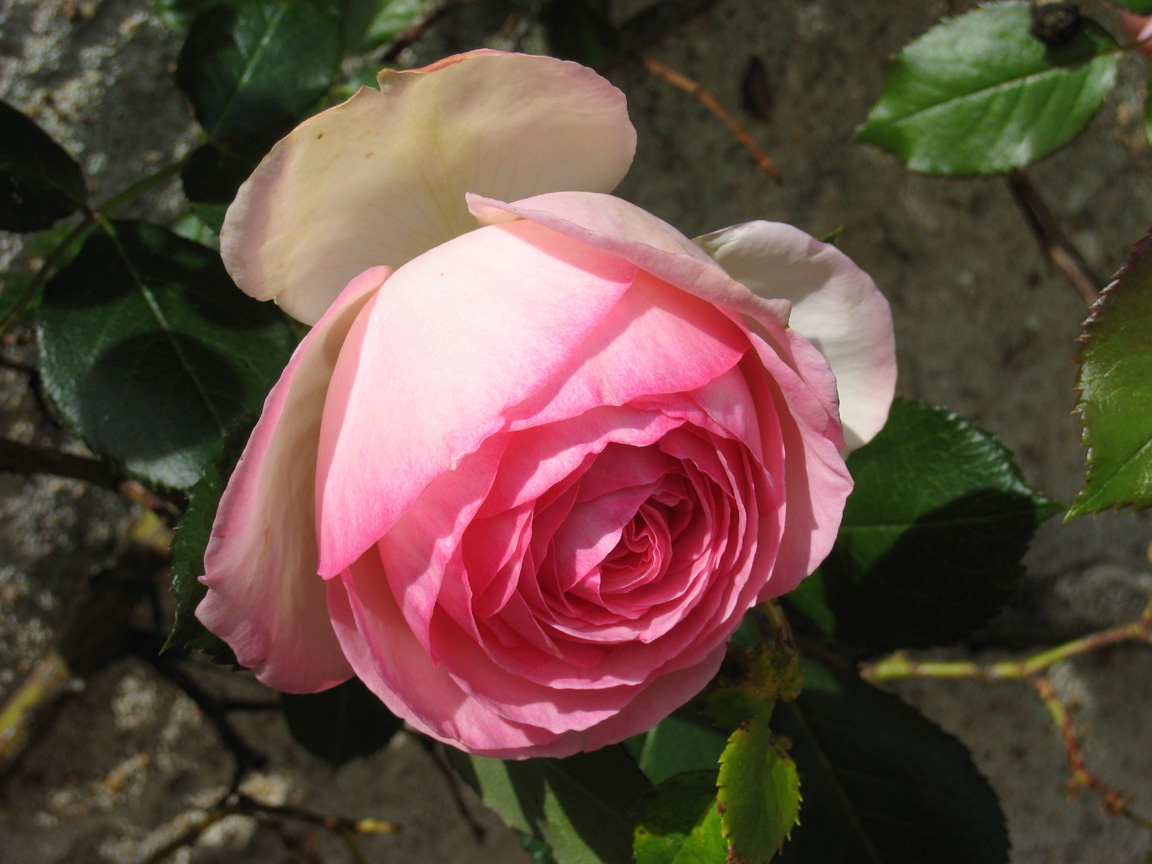
Rose 'Pierre de Ronsard'.

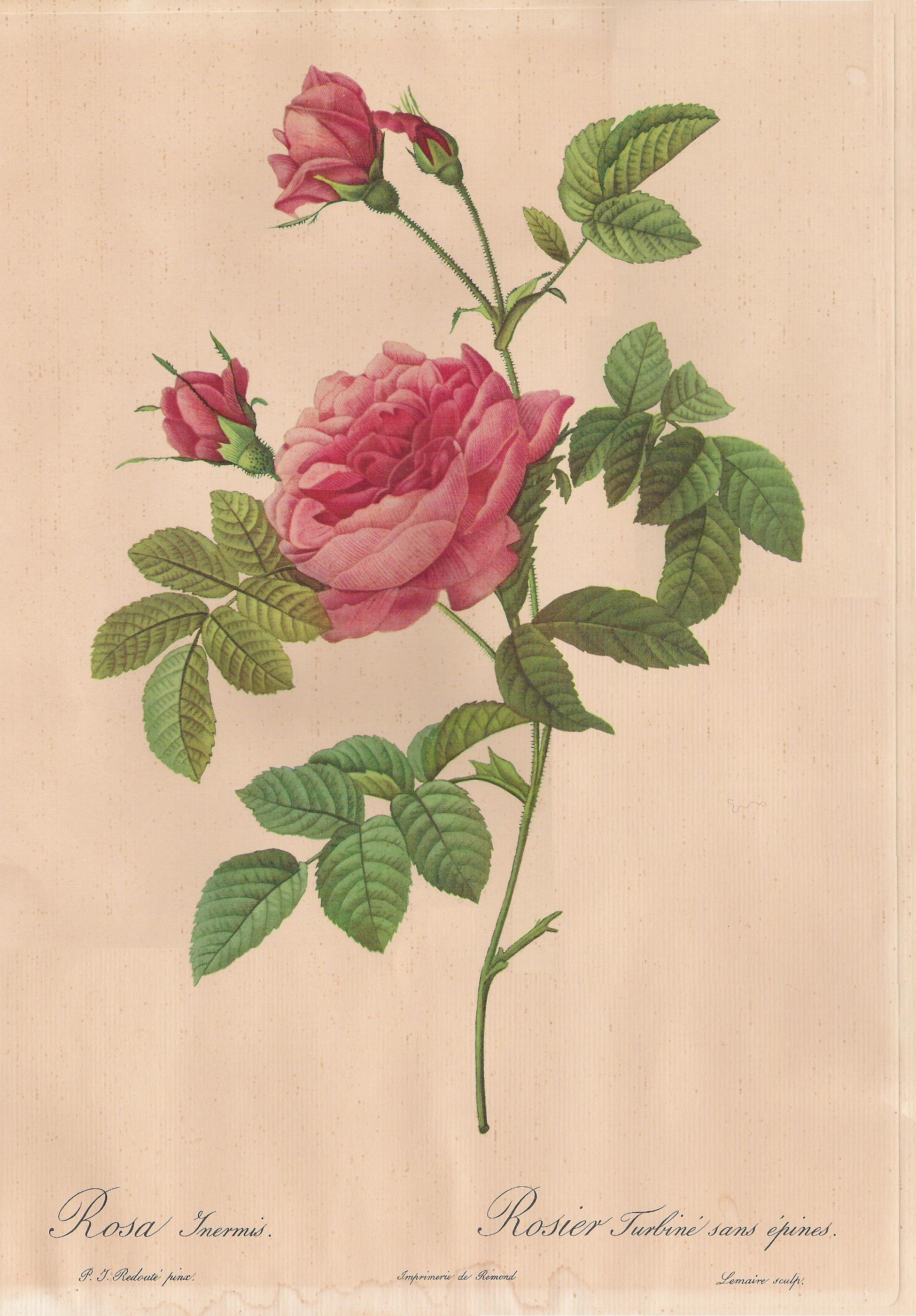
Rose inerme de Redouté.

### Calendrier républicain
- Dans le calendrier républicain, la Rose était le nom attribué au 1er jour du mois de floréal[51], généralement chaque 20 avril du calendrier grégorien.

## Dans les arts et les lettres

### En littérature

#### Au Moyen Âge
Le Roman de la Rose est l'une des œuvres les plus célèbres du Moyen Âge. Écrit par Guillaume de Lorris (vers 1230), continué par Jean de Meung (entre 1275 et 1280), ce long poème allégorique dans lequel la rose, objet de la quête, est le symbole de la perfection, décrit la tentative d’un amoureux (le poète) pour s’emparer de la femme aimée, représentée par une rose.
À la même époque, Dante écrit la Divine Comédie qui se conclut par une vision de rose blanche mystique.

#### À la Renaissance
Au XVIe siècle, chez les poètes et spécialement chez Pierre de Ronsard, la poésie utilise la symbolique de la rose pour évoquer la fragilité de la vie humaine :
« Mignonne, allons voir si la rose…»

 et

« vivez si m’en croyez, n’attendez à demain

cueillez dès aujourd’hui les roses de la vie. »
« J’aime la bouche imitante la rose. »

#### À l'époque classique
et chez Corneille, la rose montre le passage rapide du temps :
« Le temps aux plus belles choses

se plaît à faire un affront

il saura faner vos roses

comme il a ridé mon front »
Deux vers de François de Malherbe dans les stances, Consolation à Monsieur du Périer sur la mort de sa fille, associent la rose à la beauté éphémère :
« Et rose elle a vécu ce que vivent les roses, 

l’espace d’un matin. »
Dans La Belle au bois dormant, conte de Charles Perrault repris plus tard par Jacob et Wilhelm Grimm, la princesse endormie, qui se nomme Dornröschen (Rose-épine) dans le conte allemand, est protégée par un mur d’églantiers.
Dans The Parlement of Roses to Julia de Robert Herrick : « Réunis en parlement tous ces seigneurs proclamèrent la rose reine des fleurs ».

#### À l'époque moderne
La Petite Rose (Heidenröslein) est un poème de Goethe mis en musique par Schubert.
Le thème de la fragilité est repris par Victor Hugo dans La Rose de l’Infante : la petite infante, fille de Philippe II, voit les pétales de sa rose s’envoler sous l’action du vent ; au même moment l’Invincible Armada est détruite par une terrible tempête.
Au XVIIIe siècle, l’expression « cueillir la rose » avait un sens galant désignant la perte de virginité.
Plus récemment (1980), le roman d’Umberto Eco, le Nom de la rose (Il nome della rosa), est une sorte d’enquête policière médiévale se déroulant en Italie, mais l’histoire ne révèle pourtant pas le choix de ce titre. Le roman a été adapté ensuite au cinéma (1986).

#### Littérature persane
La rose représente le prophète de l'islam Mahomet dans la littérature musulmane.

##### Saadi, legulistan, oujardin de roses

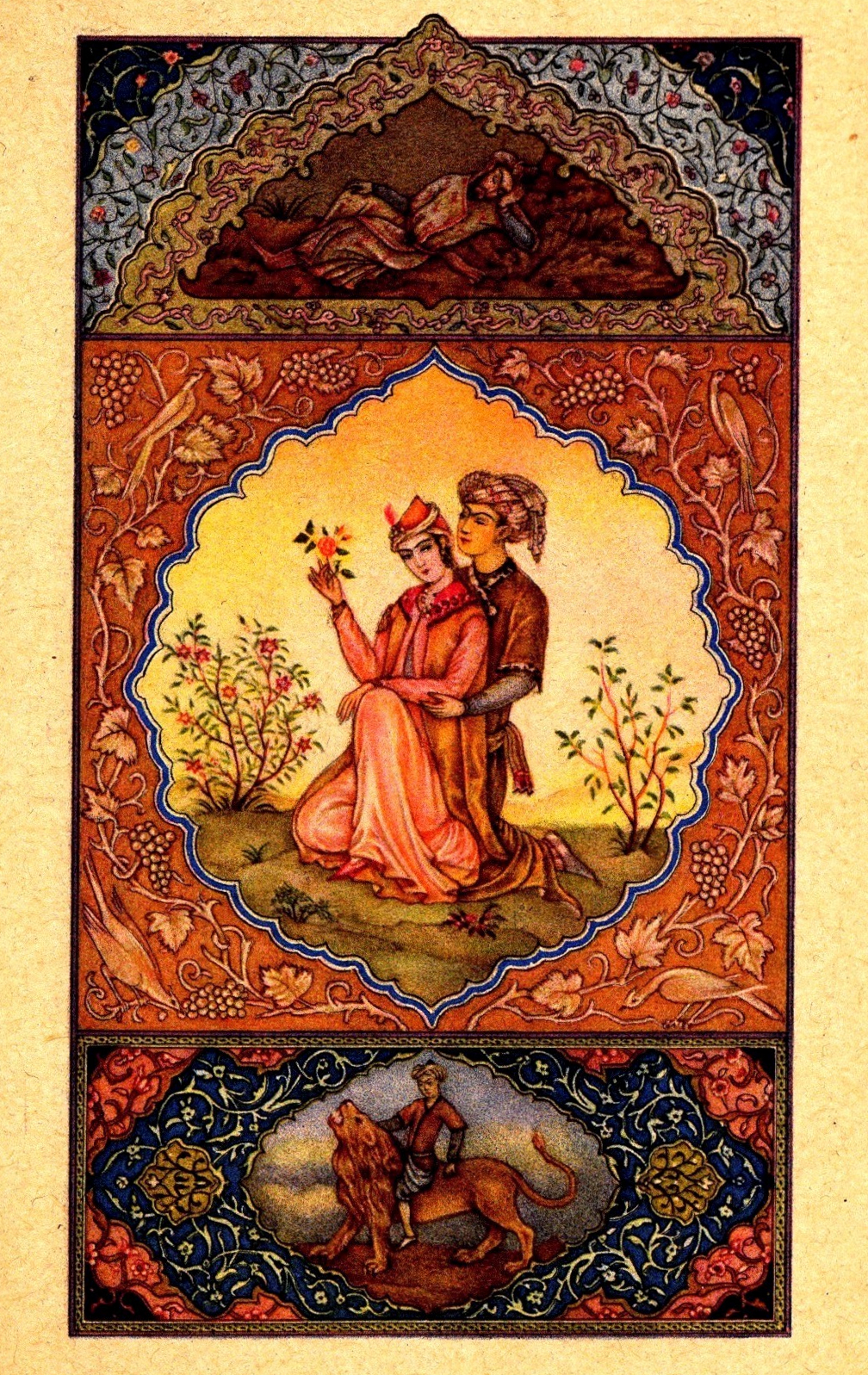
Illustration du jardin de roses du poète perse Saadi (XIIIe siècle).

Poète et soufi, Saadi commence à rédiger le gulistan, joyau de la mystique soufi médiévale et somme philosophique écrite en vers et en prose poétique, en 1278. Saadi fut révéré comme un prédicateur de l'ordre mystique de la rose. Parmi toutes les allégories de ce recueil, destinées à dévoiler la nature profonde des êtres et des choses, et ainsi à amener à un éveil spirituel et percevoir la réalité de l'existence, une excellente illustration des enseignements portés par les métaphores de jardins et de roses se trouve dans ce passage :
«  Un soufi était plongé dans une profonde méditation sur l'être divin ; au sortir de sa rêverie, ses compagnons lui demandèrent quels dons miraculeux il avait rapportés du jardin de la contemplation où il s'était transporté : j'avais l'intention de cueillir pour vous des roses plein ma robe, mais quand je me suis trouvé devant le rosier, le parfum des roses m'a enivré à tel point que je n'ai pu faire un geste. »

##### Les quatrains d'Omar Khayyam sur le vin, l'amitié, son jardin et les roses

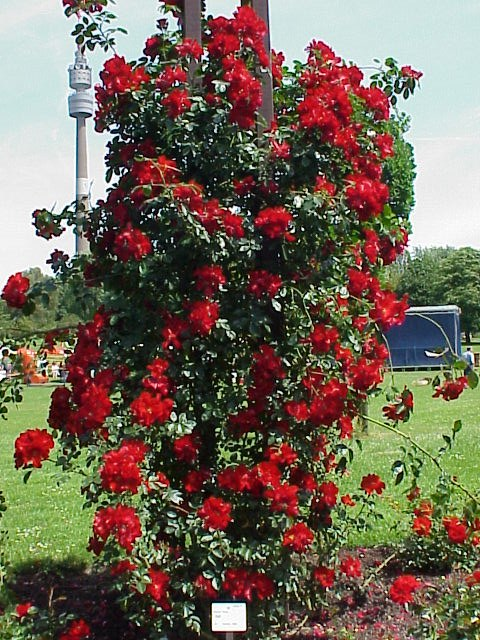
Rosier grimpant 'Sylt'.

Omar Khayyam était mathématicien (il a écrit entre autres le traité sur les difficultés des définitions d'Euclide), astronome (il fut l'un des huit astronomes à travailler à la réforme du calendrier musulman de 1074) et poète. Ses quatrains aux images souvent difficiles à décrypter, mettent en jeu le vin, le jardin et les roses. Sa tombe à Nishapur est entourée de rosiers dont deux boutures ont été plantées sur le tombe du poète anglais Edward Fitzgerald qui l'a traduit en anglais, publié en 1859 et ainsi fait connaître en Europe.
« Je tombais de sommeil et la sagesse me dit :

Jamais dans le sommeil la rose du bonheur n'a fleuri pour personne...

La saison des roses et du vin et des compagnons ivres !

Sois heureux un instant, cet instant c'est ta vie

Vois, la brise a déchiré la robe de la rose,

De la rose dont le rossignol s'était enamouré ;

Faut-il pleurer sur elle, faut-il pleurer sur nous ?

La mort viendra nous effeuiller et d'autres roses refleuriront. »

### La rose dans les arts

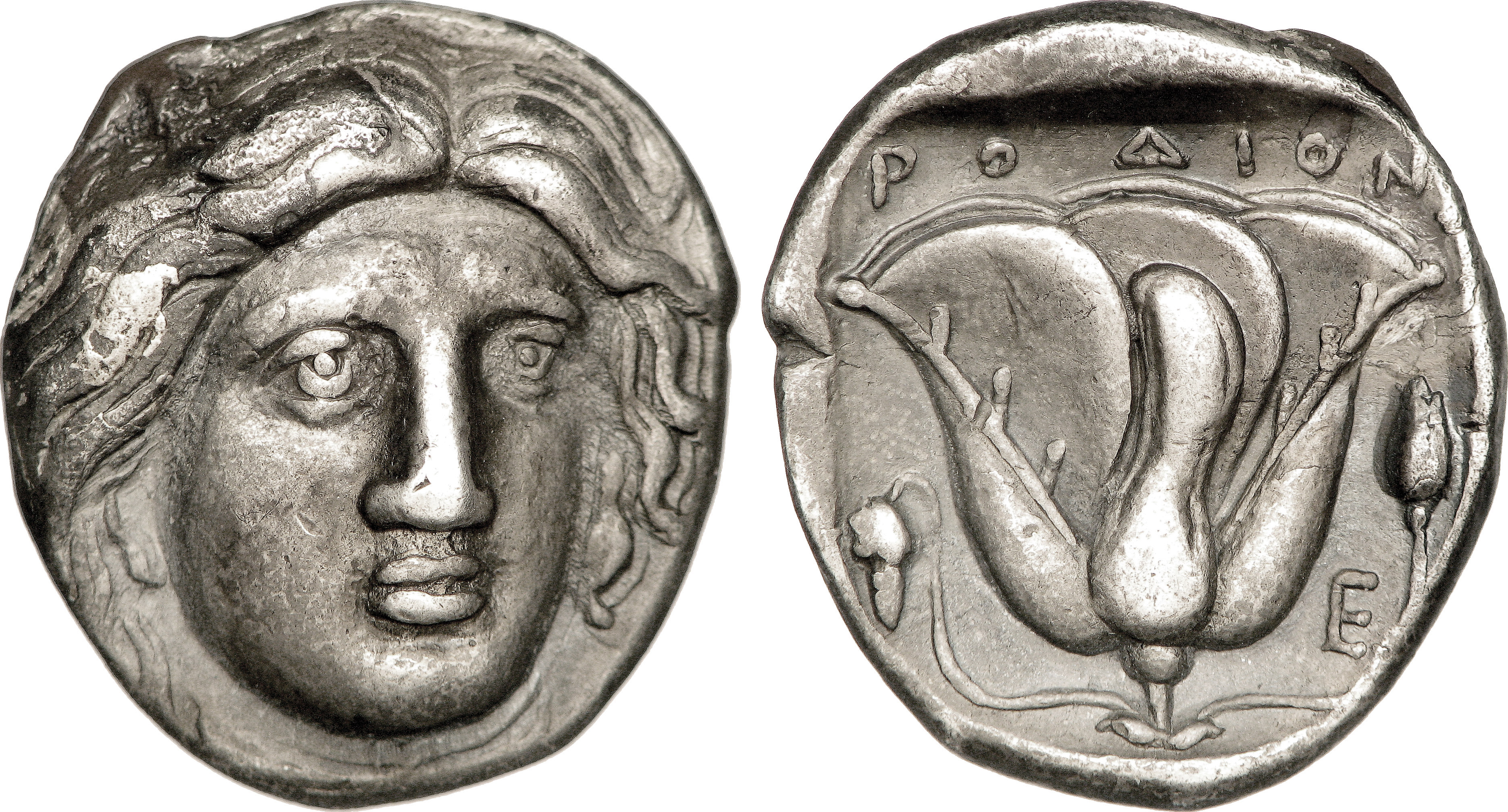
Tétradrachme d'argent de Rhodes représentant une rose sur sa tige et le visage du dieu Hélios.

Botticelli, la Naissance de Vénus.

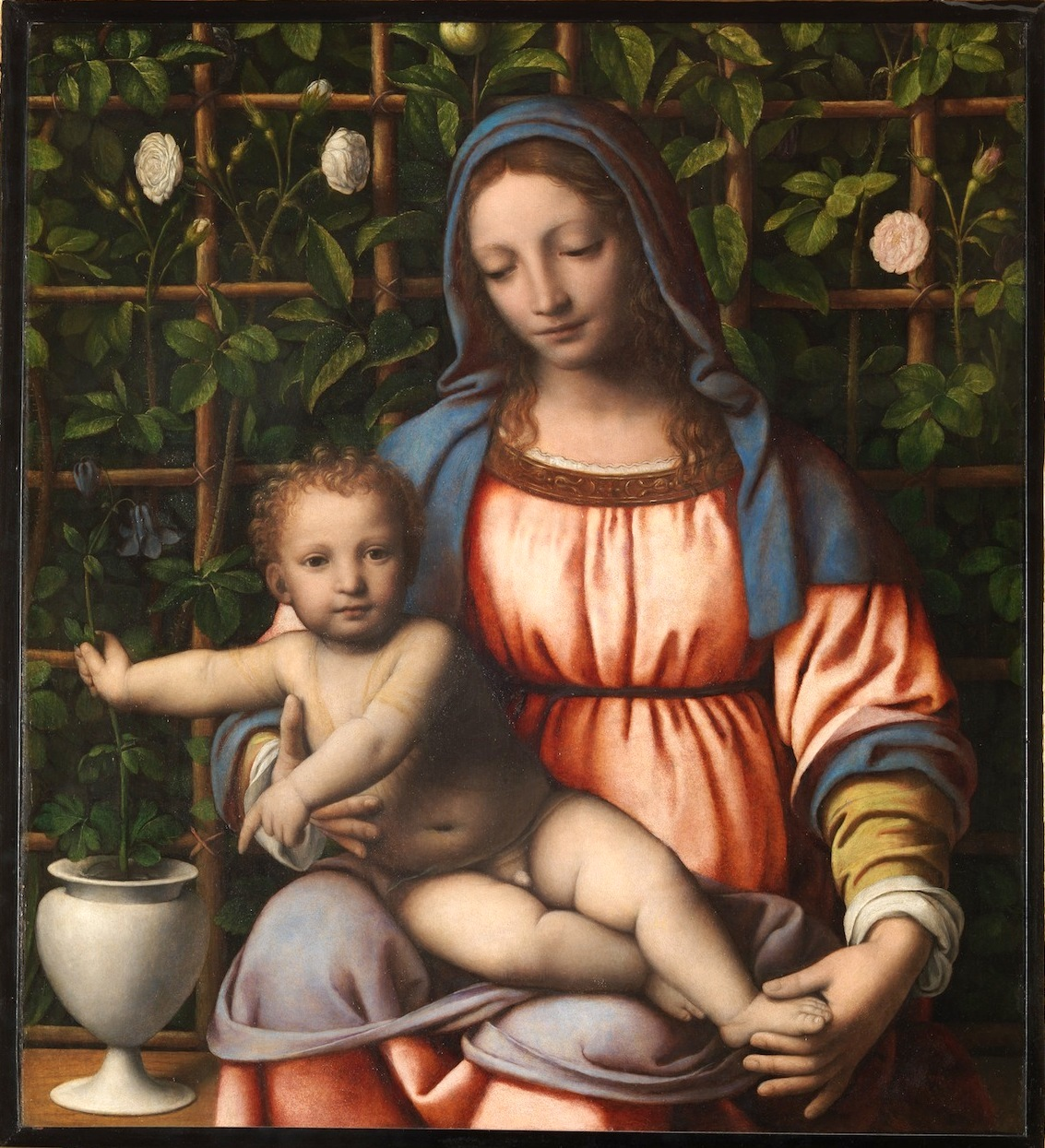
Bernardino Luini, La Madonna del roseto, pinacothèque de Brera, Milan.

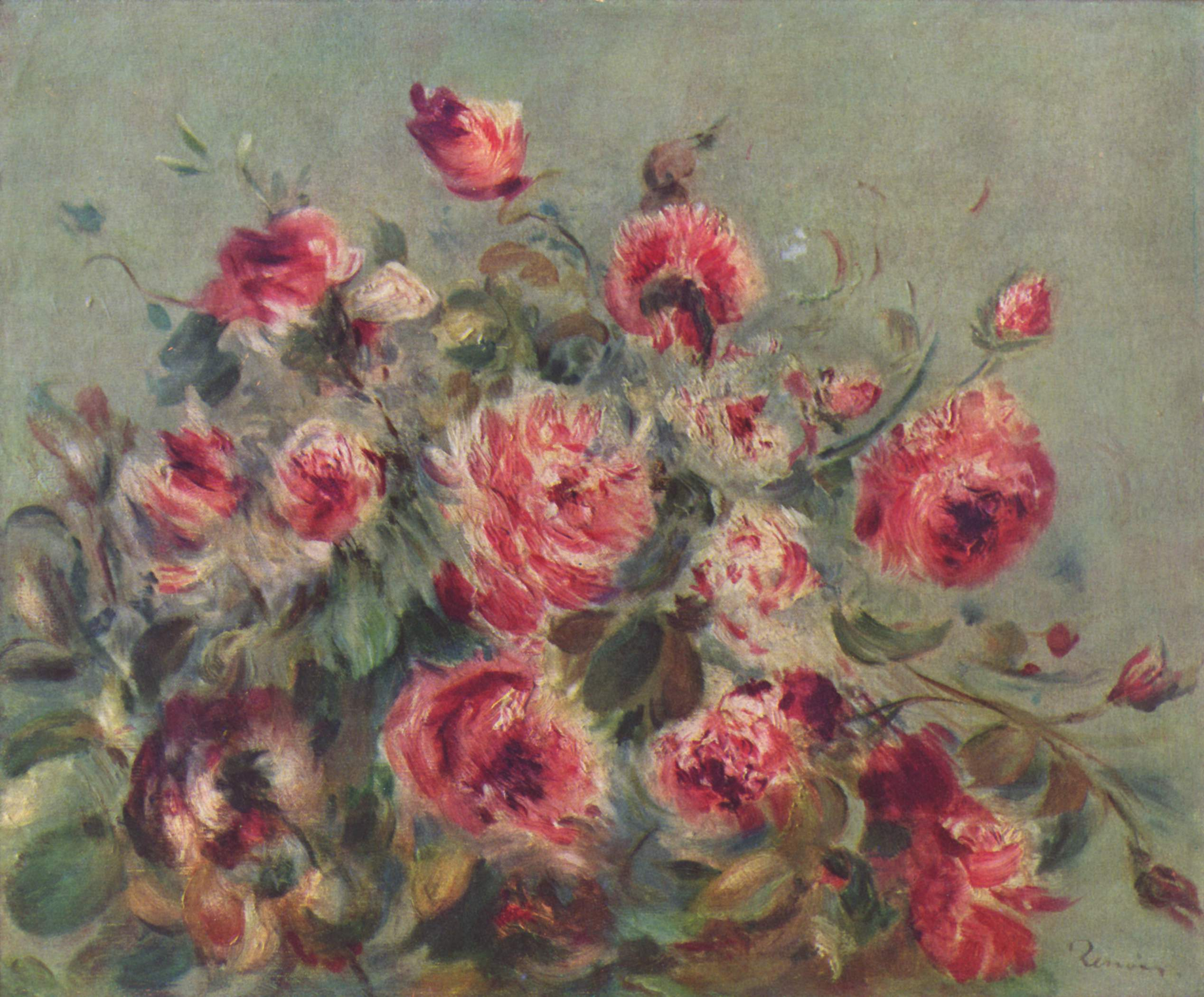
Pierre-Auguste Renoir, Roses de Wargemont, 1882, collection privée.

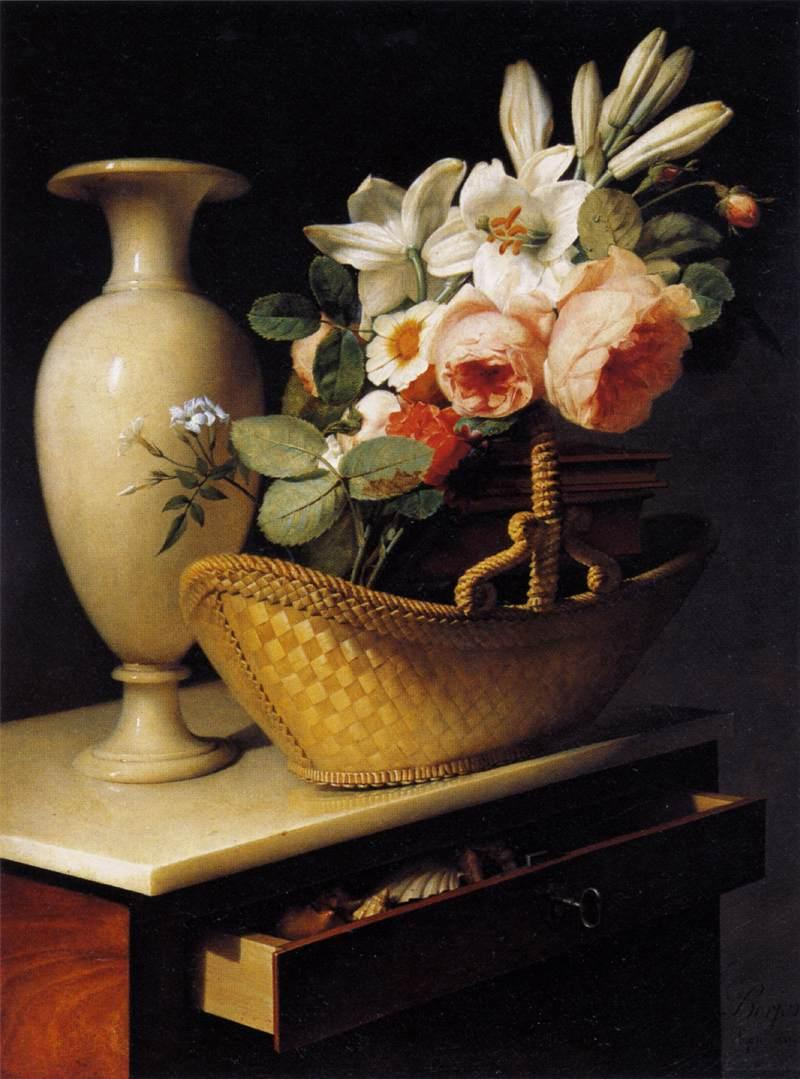
Antoine Berjon, Bouquet de lis et de roses dans une corbeille posée sur une chiffonnière (1814),
Musée du Louvre

#### Dans l'Antiquité grecque
La « fresque à l’oiseau bleu » découverte en 1900 dans les vestiges du palais de Cnossos en Crète, construit vers l’an 2000 avant Jésus-Christ, représente des rosiers fleuris. C’est la première représentation connue de roses peintes. On ne sait s’il s’agit de roses sauvages ou cultivées, ni à quelle espèce les attribuer, d’autant plus que la fresque a été restaurée et toutes les roses repeintes avec six pétales de couleur jaune. Une seule, à cinq pétales rose doré, au centre orange, semble être originale. Le botaniste C.C. Hurst l’avait identifiée à Rosa ×richardii, la rose sainte d’Abyssinie. Les pièces de monnaie portant une rose gravée les plus anciennes ont été trouvées à Rhodes et datent de 500 avant Jésus-Christ environ. Le nom de cette île serait celui de la nymphe Rhodé, épouse d’Hélios, et dont le symbole était la rose.

#### En Orient
Une broderie de roses Persan Yellow du XVIIe siècle a été retrouvée à Ispahan. Et les roses n’ont jamais cessé d’être un motif décoratif des tapisseries, broderies et tissages au Moyen-Orient comme en Europe.

#### Au Moyen Âge
L’art du vitrail avec les rosaces, ouverture circulaire ornée de vitraux dans les églises, roses sublimées par la foi et l’habileté des maîtres verriers.

#### En peinture
En peinture, la rose est présente dans de nombreux tableaux liés à l’amour et en particulier à l’« amour universel » que représente la Vierge Marie aussi appelé, « la rose sans épines ». Ainsi la Naissance de Vénus, de Sandro Botticelli nous montre un ciel où roses et pétales flottent au vent. On retrouve la rose dans les natures mortes des peintres flamands et hollandais du XVIIe siècle, avec de somptueuses compositions florales, ainsi que chez les impressionnistes.
Pierre-Joseph Redouté (1759-1840) compose de 1817 à 1824 son ouvrage en trois volumes Les Roses, planches en eau-forte en pointillé coloriée dont le texte est rédigé par le rosiériste Claude-Antoine Thory. Ces aquarelles sont exécutées d’après la collection de la Malmaison de l’impératrice Joséphine et publiées entre 1817 et 1824.
Blanche Odin (1865-1957) fut une aquarelliste renommée pour ses bouquets de roses.

#### Dans les arts décoratifs
C’est un motif décoratif constant des faïences qui présentent très fréquemment dès le XVIIe siècle en motif central des assiettes et des plats une rose ou un bouquet à la rose, monochrome ou polychrome. porcelaines.

#### En musique

##### Musique classique
Liste non exhaustive des œuvres musicales s'inspirant de la rose. Classée par ordre chronologique et par genre.

###### Musique de chambre
- Antonio Maria Bononcini, Quando a mille rose pour soprano, 2 flûtes et continuo (1708)
- Georg Friedrich Haendel, Siete rose rugiadose pour alto et continuo (1711)
- Antoine Légat de Furcy, La rose. Ariette avec symphonie pour voix, cordes et continuo (1780)
- John Hartmann, The Last Rose of Summer pour piano et cornet (1878)
- Max Dahms, An die Rose Op 14 pour violon et piano (1889)
- Erik Satie, 3 sonneries de la Rose-Croix pour trompette et harpes (1892)
- André Bloch, Au matin rose pour violon (ou violoncelle) et piano (1904)
- Joseph Hollman, Quand vous me montrez une rose pour voix, piano et violoncelle. Sur des vers de François Coppée (1910). Dédicace à Mme J. Piedallu
- Sabrina Pena Young, Song for the forgotten rose pour soprano, piano et flûte (2006)
- Ola Gjeilo, The Rose pour chœur à 4 voix et piano (et quatuor à cordes). Sur des vers de Christina Rossetti

###### Mélodies et lieder
- Henry Rowley Bishop, Lovely Rose sur des vers de Lumley Skeffington (1771-1850)
- Reginald Spofforth, The rose that weeps sur des vers d'Ann Radcliffe (1794)
- Thomas Moore, The Rose sur de possibles vers du compositeur
- Franz Schubert, Die Rose D 745 (Op 73) sur des vers de Friedrich Schlegel. Révision en 1895.
- Giacomo Meyerbeer, Die Rose, die Lilie, die Taube sur des vers d'Heinrich Heine (1838)
- Hector Berlioz, II. Le spectre de la rose H 83 (2e mélodie des nuits d'été) sur des vers de Théophile Gautier. Dédicace à Louise Bertin (1841). Orchestration en 1856.
- Franz Liszt, La tombe et la rose (Das Grab und die Rose) S 285 (1844) sur des vers de Victor Hugo traduits en allemand par Theobald Rehbaum (1835-1918)
- Stephen Foster, Ah ! May the Red Rose Live Alway ! sur des vers du compositeur (1850). Dédicace à Miss Mary M. Dallas.
- Lewis Henry Lavenu, The Cottage Rose sur des vers de J. Simmonds (1853). Dédicace à Mrs George W. Mc. Lean
- Georges Bizet, La rose et l'abeille sur des vers d'Olivier Rolland (actif entre 1854 et 1857) (1854)
- Moritz Ganz, The Rose sur des vers du compositeur (1860)

- Léopold Amat, Rose sur des vers de Victor Hugo (1862)
- Georges Bizet, Rose d'amour sur des vers de Charles Millevoye (1782-1816) (1866). Dédicace à Marie Trélat
- Jules de Calonne, La brune rose d'Avila pour voix, piano et castagnettes sur un livret du compositeur Op 109. Dédicace à Madame d'Audiffret (1872)

- Georges Rupès, Rose, souviens-toi ! sur des vers d'Oscar de Poli (1874). Dédicace à son ami Duchesne de l'Opéra-Comique.

- Georges Rupès, Mémoires d'une rose sur des vers de Francis Tourte (1874). Dédicace à Madame la Baronne A. de Sanois

- Ernest Guiraud, Rose sur des vers de Paul de Choudens (1877). Dédicace à Monsieur Simon-Max
- Georges Bizet, La chanson de la rose sur des vers de Jules Barbier (1883)
- Edmond Missa, L'amour et la rose sur des vers de Camille Sourbise (1889). Dédicace à mon ami Joseph Leprovost.
- Frederic Hymen Cowen, The Mission of a Rose sur des vers de Clifton Bingham  (1891)
- Léo Delibes, Blanche et rose sur des vers d'Armand Silvestre (1893)
- Donato de Caro, Rose 'e maggio sur des vers de Giambattista Napolitano (1893)
- Edward Elgar, Like to the Damask Rose sur des vers de Simon Wastell (1560-1635) (1897)
- Hercule de Fontenailles, La rose du lac sur des vers de Louis de Lasseur de Ranzay (1900)
- Ethelbert Nevin, Mighty Lak' a rose, sur des vers de Frank Lebby Stanton (1857-1927) (1901). Dédicace à Adele Laeïs Baldwin.
- Francesco Paolo Tosti, Rose d'Automne sur un livret de M. F. (1901). Dédicace à Nellie Melba.
- Lee Johnson, Rose of Killarney sur des vers du compositeur (1902)
- Reynaldo Hahn, J'ai caché dans la rose en pleurs sur des vers d'Armand Silvestre (1903)
- Liza Lehmann, The Life à Rose, cycle de 7 mélodies sur des vers de la compositrice (1905)
- André Gailhard, La Tombe et la rose sur des vers de Victor Hugo (1906)
- Syble Straymore, A Rose sur des vers du compositeur (1906)
- Annibal Tesorone, Rose jolie sur des vers de R. Valette (1908)
- Gertrude Sans-Souci, A Rose, A Kiss and You sur des vers d'Alice Lockhart Hughes (1909)
- Percy Wenrich, The Red Rose Rag sur des vers d'Edward Madden (1877-1952) (1911)
- Dan J Sullivan, Rose, Rose, Rose sur des vers de Fiske O'Hara (1913)
- Leo Edwards, Waltz of the Rose sur des vers de Jenny Lind (1913)
- Frank Frysinger, A Rose sur des vers de John T Prince (1917). Dédicace à Mrs Clarence Eddy
- Evans Lloyd, Valley Rose sur des vers de Jeff T. Branen (1917)
- Cecil Forsyth, Oh, Red is the English Rose sur des vers de Charles Alexander Richmond (1862-1940) (1917)
- Joseph Kiefer, My Rose of Old Japan sur des vers du compositeur (1919)
- Frank Magine, Rose sur des vers d'Arthur Sizemore (1920)
- Charles N Daniels, Rose of my heart sur des vers de Weston Wilson (actif entre 1915 et 1943) (1920)
- Mieczyslaw Dukszta, Le rossignol et la rose sur des vers d'E'tessam Zadeh (année 1920)
- Gaston Gabaroche, La femme à la rose sur des vers de Charles-Albert Abadie (1921)
- Léon Oulitzky, La rose et le rossignol sur des vers d'Aleksey Koltsov (1926). Dédicace à Sonia Verbitzky
- Mikhail Yakovlev, The Rose sur des vers d'Anton Delvig. Publication en 1952 chez Muzgiz à Moscou
- Shiqi Geng, Prends cette rose sur des vers de Pierre de Ronsard (2013)

###### Chœur
- Firminus Caron, Rose plaisant à 3 voix

- Guillaume de Machaut, Rose, liz, printemps, verdure à 4 voix. Courte pièce en ut Majeur
- Canzon 13 La Rose (compositeur inconnu) à 6 voix (1558)
- Luca Marenzio, Rose blanche e vermiglie (1582) à 5 voix
- William Boyce, The Maiden Rose à 3 voix égales en sol Majeur
- Frederic Hymen Cowen, The Rose of Life sur des vers de Clifton Bingham. 3 voix de femmes (SSA) et piano (1895)
- Arthur Coquard, La rose sur des vers de Pierre de Ronsard (1910) pour chœur mixte a capella

###### Opéra-comique, opéra bouffe, opérette
- Pierre-Alexandre Monsigny, Rose et Colas sur un livret de Michel Jean-Sedaine. Création le 8 mars 1764
- François Devienne, Rose et Aurèle sur un livret de Picard. Création le 8 août 1794
- Pierre Gaveaux, Le diable couleur de rose Op 19 sur un livret de Guillaume Lévrier-Champrion. Création au Théâtre des Amis des Arts le 23 octobre 1798
- Pierre Gaveaux, La rose blanche et la rose rouge sur un livret de René Charles Guilbert de Pixérécourt. Dédicace à la Comtesse Duchatel. Création à l'Opéra-comique le 20 mars 1809.

- Adolphe Adam, Le rose de Péronne sur un livret d'Adolphe de Leuven et d'Adolphe d'Ennery (Création le 12 décembre 1840 à l'Opéra-Comique, salle Favart)
- Robert Schumann, Der Rose Pilgerfahrt Op 112 sur un livret de Moritz Horn (1814-1874). Création le 5 février 1852 à Düsseldorf
- Jacques Offenbach, La rose de Saint-Flour sur un livret de Michel Carré. Création aux Bouffes-Parisiens, Salle Lacaze, le 12 juin 1856.

- Jacques Offenbach, La romance de la rose sur un livret d'Etienne Tréfeu et de Jules Prével (Création aux Bouffes-Parisiens le 11 décembre 1869)
- Federico Ricci, Le docteur Rose ou la dogaresse sur un livret d'Emile de Najac (1828-1889). Création aux Bouffes-Parisiens le 10 février 1872

- Eugène Willent-Bordogni, Rose-polka sur un livret d'Eugène Grangé et de Victor Bernard. Dédicace à Delphine Ugalde. Création le 11 novembre 1886 aux Bouffes-Parisiens.
- Antoine Banès, Madame Rose sur un livret de Paul Bilhaud et d'Albert Barré. Dédicace "en mémoire de ma mère". Création par Jules Danbé à l'Opéra-Comique le 25 septembre 1893.
- Hans Pfitzner, Die Rose vom Liebesgarten sur un livret de James Grun (1866-1928). Création à Elbergeld le 9 novembre 1901
- Charles Lecocq, Rose-Mousse sur un livret d'André Alexandre (1860-1927) et de Peter Carin (actif entre 1895-1910) (Création au Théâtre des Capucines le 28 janvier 1904)
- Victor Herbert, The Rose of Algeria sur un livret de Glen MacDonough (1870-1924). Création au Herald Square Theatre de New York le 20 septembre 1909
- Vincent Scotto, Tout en rose sur un livret de William Burtey et de Lucien Boyer (1909)
- Leo Fall, Die Rose von Stambul sur un livret de Julius Brammer et Alfred Grünwald. Création au Théâtre de Vienne le 2 décembre 1916.
- Rudolf Friml, Rose-Marie sur un livret d'Otto Harbach et d'Oscar Hammerstein II. Création au Théâtre impérial de New York le 2 septembre 1924.

###### Cantate et oratorio
- Frederic Hymen Cowen, The Rose Maiden sur des vers de Robert Edward Francillon Op 3. Création au St Jame's Hall de Londres en novembre 1870.
- Alexander Cambell Mackenzie, The Rose of Sharon sur un livret biblique réduit par Joseph Bennett (1831-1911) Création au St Andrew's Hall lors du Festival de musique de Norwich le 16 octobre 1884.

###### Orchestre
- Léon Jessel, Der Rose Hochzeitszug (Edition hambourgeoise - Anton J. Benjamin - dans les années 1910 pour orchestre de salon)

###### Piano seul
- Felix Mendelssohn-Bartholdy, The Last Rose of Summer Op 15 (1831)
- Joachim Raff, La dernière rose Op 46 (1849)
- William Vincent Wallace, La Rose (1853)
- Sigismond Thalberg, The last Rose of Summer Op 73 (1857)
- Alfred Jaëll, The last rose of summer Op 25 en mi bémol Majeur (1857). Dédicace à Miss Josephine Brown
- Carl Chesneau, Rose des Alpes Op 31 (1864). Dédicace à Sydonie Girod
- B. T. Missler, Rose et volubilis (1868) en sol Majeur. Dédicace à son élève Charles Waibel
- Alexandre Croisez, La dernière rose en sol Majeur Op 152 (1869)
- Anton Schmoll, I. La rose des bruyères (l'une des 3 chansons populaires Op 27 à 29) (1871) Dédicaces à ma sœur Marie.
- Thomas Philando Ryder, Last Rose of Summer (1873)
- Ignace Xavier Joseph Leybach, La dernière rose d'été en mi bémol Majeur (1874). Dédicace à Bertha Klausner née Néhab.

- Alexandre Croisez, Le matin d'une rose en mi bémol Majeur (1875)
- Louis Edme Dessaux, La vie en rose (1877)
- Laurent de Rillé, La princesse rose en si bémol Majeur (1878)
- Adolphe Miné, The Last Rose of Summer en fa Majeur.
- Peter Cavallo, Rose de mai (1881). Dédicace à Claire Evariste Carrance
- Louis Wallis, Rose Leaves Op 88 (1882). Dédicace à Mr M. Lichten
- Georges Auvray, Prime rose (1890). Dédicace à Emile Waldteufel, chef d'orchestre des Bals de l'Opéra
- Auguste Bosc, Rose-Mousse (1894)
- Henri Converset, Rose blanche en mi bémol Majeur (1901) Dédicace à Monsieur et Madame Montavon.

- (Emmanuel) Rhené-Baton, Album Rose : 6 pièces (1902)

- Jules Bertain, Série rose : 9 pièces (1908)
- Paul Wachs, Rose et muguet (1908)
- Nicolai von Wilm, Entblätterte Rose (1909) en mi mineur

###### Violon seul
- Heinrich Wilhelm Ernst, The Last Rose of Summer (1864). Dédicace à Antonio Bazzini

###### Harpe seule
- Thomas Paul Chipp, The last rose of summer avec variations (1821). Dédicace à Lady Elizabeth Carnegie
- Thomas Aptommas, Last Rose of Summer (1855)
- Félix Godefroid, La dernière rose d'été (1913)

###### Guitare seule
- William Foden, 'Tis the Last Rose of Summer (1919)

###### Orgue seul
- Dudley Buck, The Last Rose of Summer Op 59. Dédicace à Harry Rowe Shelley (1877)

##### Variété / Chanson
La chanson a valu à la rose plusieurs succès. Plusieurs générations de Français ont pleuré en écoutant Les Roses blanches, chanson de Pothier et Raiter, interprétée pour la première fois par Berthe Sylva en 1927. Des chansons ont franchi les siècles, spécialement À la claire fontaine et Vive la rose et le lilas. On peut citer également Roses de Picardie, composée en 1916 par Haydn Wood et interprétée notamment par Yves Montand, Rosa, chantée par Jacques Brel, dont une déclinaison latine, Rosa, rosa, rosam…, servait de refrain, sans oublier Mon amie la rose de Françoise Hardy. Edith Piaf a également chanté La vie en rose.

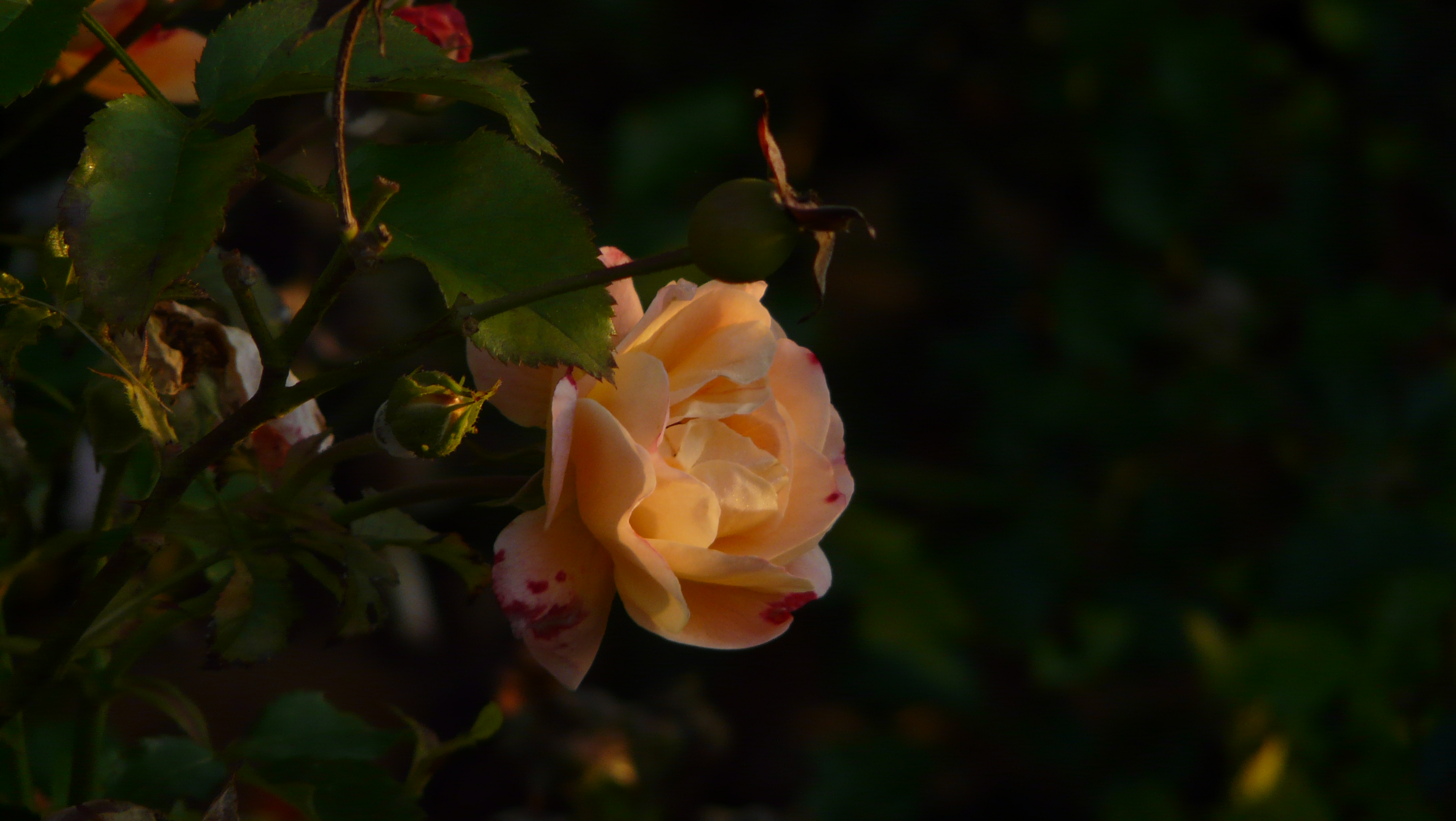
Rose sous la faible exposition de lumière du lever d'un Soleil d'été indien.

#### Au cinéma
Peu de roses par contre dans les titres de films, sinon The Rose de Mark Rydell avec Bette Midler (1979), La Rose pourpre du Caire de Woody Allen, Le Nom de la rose de Jean-Jacques Annaud (1986) et Bread and Roses de Ken Loach (2000).

#### Télévision
Rose Red est le titre d'une série télévisée (2000) de Craig R. Baxley sur un scénario de Stephen King.

#### Jeux
La rose a servi de modèle au Pokémon Rosélia qui est issu de la troisième génération de Pokémon. Dans la quatrième génération, Roselia gagne une évolution Rosérade qui est une sorte de rosier et une préévolution Rozbouton qui est un bouton de rose. Les Pokémon sont des personnages de jeu vidéo, dont les représentations sont reprises sur de multiples supports. Leur origine moderne et japonaise tend à affirmer que la rose est toujours un modèle de référence de la fleur dans l’imaginaire collectif et non pas seulement occidental.

## Industrie de la rose

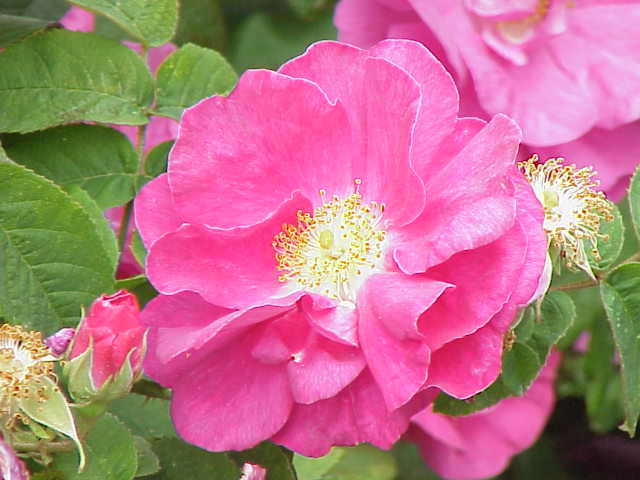
Rosa gallica 'Officinalis'.

### Production
La rose est la fleur dont la culture se développe le plus à l'échelle mondiale. Elle est produite principalement aux Pays-Bas, en Espagne, en Israël, au Kenya, en Turquie, au Maroc, en Équateur et en Colombie. En France, seuls 300 hectares sont alloués à la culture de la rose, principalement dans le Var. Mais, la capitale française de la rose reste Doué-la-Fontaine, en Maine-et-Loire.

### Parfumerie
L’essence de rose est obtenue soit par distillation des pétales, procédé qui permet d’utiliser le résidu sous forme d’eau de rose, soit par extraction au solvant, qui évaporé donne une pâte nommée « concrète ». Cette pâte lavée à l'alcool et filtrée donne une autre pâte nommée « absolue ». La technique d'enfleurage des roses consistant à capter l’essence grâce à de la graisse ou de l'huile, n'est plus utilisée. Dans l'Antiquité, c'était la seule utilisée par chauffage des pétales dans de l'huile végétale (olive, sésame ou autre).
La fragrance caractéristique de l’huile essentielle de rose émane de différents composés terpéniques : principalement le géraniol, mais aussi le nérol, le β-citronellol ainsi que leurs aldéhydes et acétates. D'autres composés formés durant le chauffage sont importants dans le parfum de l'huile : la β-damascénone, la β-damascone et les oxydes de rose. Enfin, des composés minoritaires donnent des notes importantes : les ionones pour les notes de violette, les dérivés d'acides gras pour les notes vertes et l'eugénol méthylé ou pas, pour la note de clou de girofle. L'odeur de l'eau de rose est quant à elle dominée par l'alcool phényléthylique. Les principaux monoterpènes (dont le géraniol) à l'origine du parfum de la rose sont produits non pas par la voie de biosynthèse traditionnelle qui fait intervenir des terpènes synthases, mais par une voie de synthèse originale faisant appel au gène qui code une enzyme, l'hydrolase nudix. Chez les autres plantes, êtres humains ou bactéries, cette enzyme sert à détoxifier les cellules, leur évitant d'avoir des mutations qui peuvent être cancéreuses.
Les deux espèces les plus cultivées pour cet usage sont Rosa ×damascena (en Bulgarie et en Turquie) pour l'huile essentielle, ou rose de Damas, et Rosa ×centifolia (en France et au Maroc) pour la concrète et l'absolue. Cette dernière a longtemps été cultivée à Grasse sous le nom de « rose de mai ». Il faut cependant savoir qu’aujourd’hui on dispose de nombreuses molécules synthétiques qui permettent de se passer d’essences naturelles. Il est aussi possible d'utiliser le géranium à odeur de rose (Pelargonium Rosat) contenant les mêmes terpènes que la rose mais beaucoup moins cher.

### La rose en médecine
Sirop rosat, sucre rosat, miel rosat étaient très utilisés au Moyen Âge pour soigner les maux de tête et les lourdeurs d’estomac. Et l’eau de rose s’utilisait en onguent et en collyre.
Jusqu’au XVIIIe siècle on a beaucoup utilisé les collyres à l’eau de rose. Et aussi le sirop à la rose, les compresses de pétales de roses, les décoctions de roses rouges, le vinaigre de roses en cas de migraines, le miel de rose pour les maux de gorge et les aphtes.

### La rose en parfumerie
Depuis l’Antiquité, la parfumerie a toujours fait un grand usage de la rose, soit en soliflore (la rose constitue l’essentiel du parfum), soit comme note de cœur associée à d’autres essences dans les parfums dits floraux, et plus généralement dans près de la moitié des parfums féminins.
L’eau de rose est connue pour son pouvoir adoucissant, en particulier pour les soins du visage et de nombreux produits de beauté utilisent de la rose, à la fois pour son parfum et son effet adoucissant : crèmes démaquillantes, masques, crèmes, lotions, huile essentielle dans les huiles de massage, eau de rose pour les bains, comme lotion ou pour parfumer l’eau des ablutions.

### La rose en bijouterie et décoration

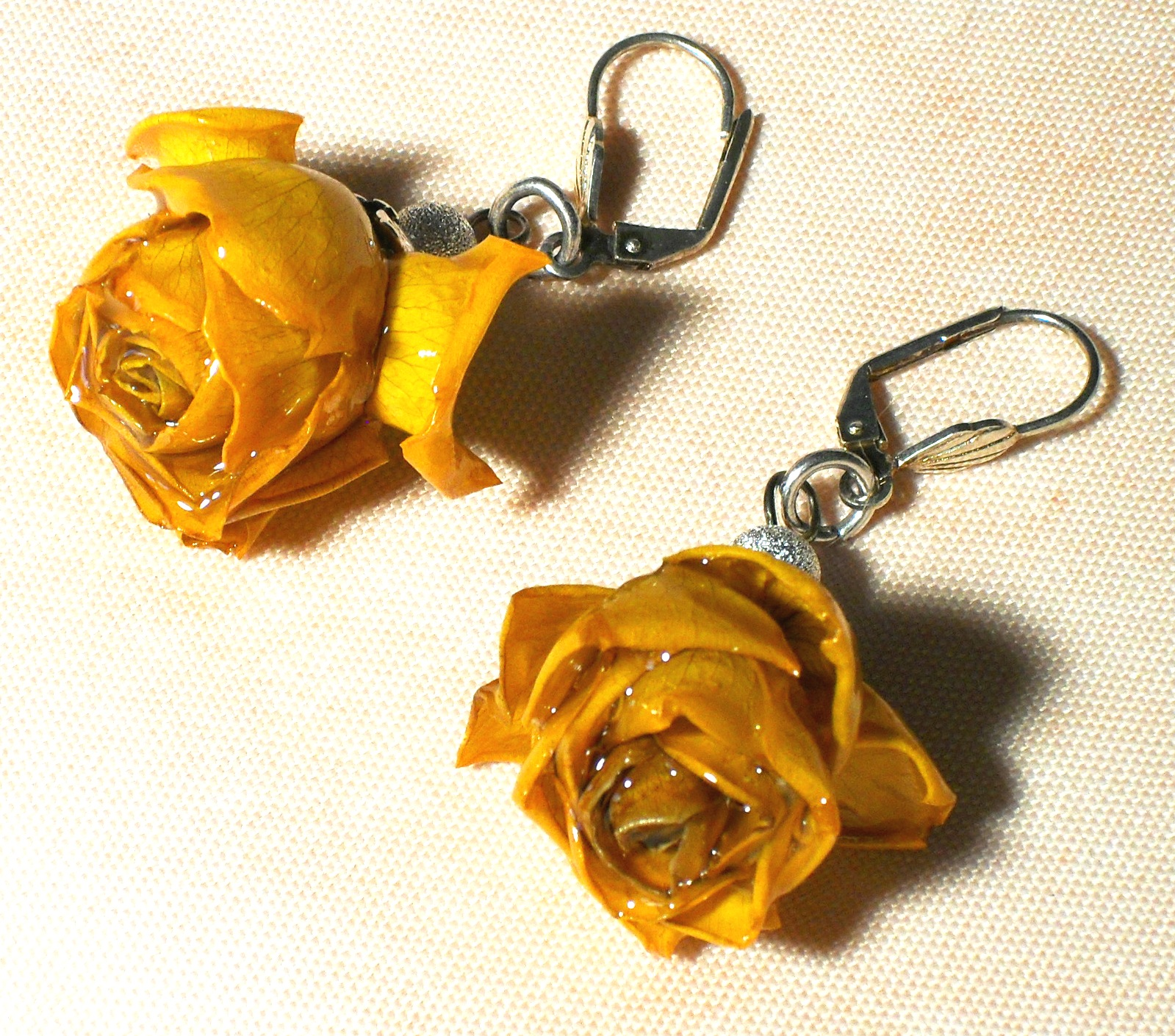
Roses en boucles d'oreilles.

Bien que les fleurs en général, et la rose en particulier, se prêtent mal à des utilisations permanentes, il existe différentes techniques de naturalisation : après séchage fixation de la couleur naturelle vernissage, inclusion ou vitrification.

### La rose en cuisine

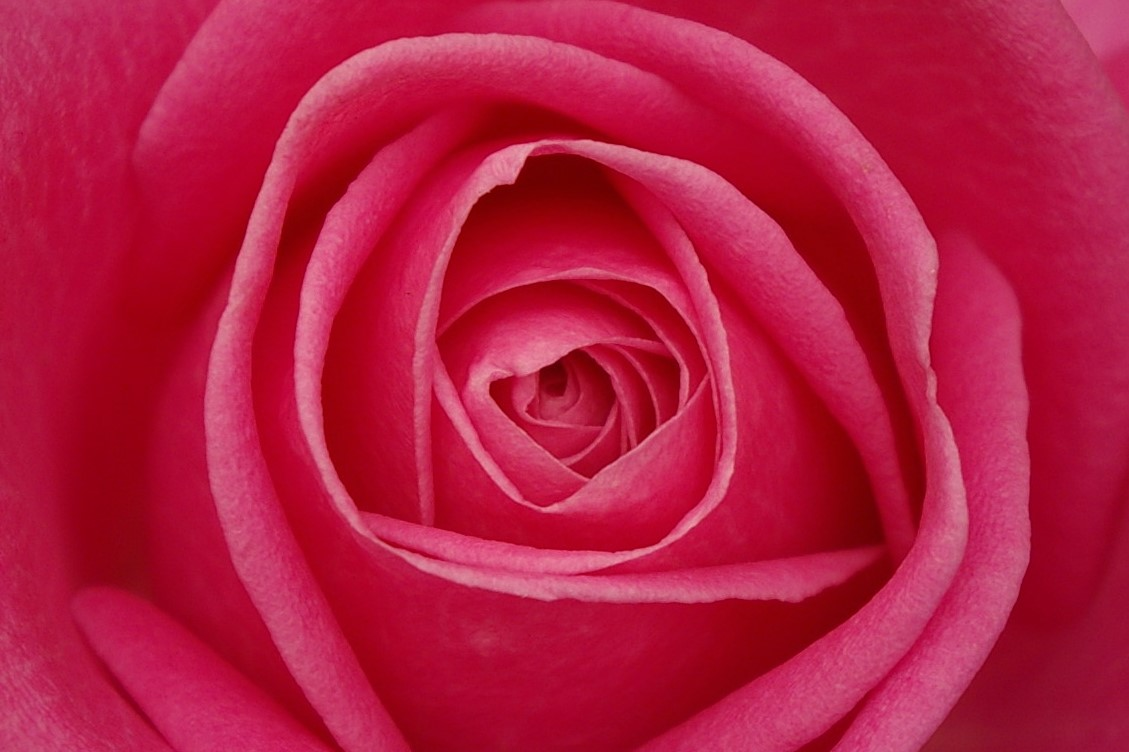
Pétales de rose.

Les pétales de roses peuvent parfumer du sucre, un thé, être la base de liqueurs, de confitures, l’eau de rose peut servir à parfumer des gâteaux, des bonbons. Les cuisines du pourtour de la Méditerranée et de l’Orient, arabe, perse, turque mais aussi indienne, utilisent beaucoup la rose, en particulier les boutons séchés, qui peuvent décorer des plats, être infusés, entrer dans la composition du ras el-Hanout ou servir à la préparation du kefta.
L’eau de rose parfume gâteaux et friandises, des spécialités comme les loukoums à la rose sont très renommées.
Les pétales servent de base à de nombreuses préparations :
- bonbons à la rose ;
- confiture de rose ;
- eau de rose ;
- gelée de rose ;
- miel à la rose ;
- Lassi à la Rose (boisson indienne) ;
- pétales de rose cristallisés.

En France, la capitale de la confiserie à la rose est Provins, dont les principales spécialités sont la confiture de pétales de rose, le miel à la rose de Provins, les bonbons à la rose. En Iran, la récolte des pétales de rose a lieu tous les ans à la même époque à Qamsar, à proximité de Kachan.

## Galerie

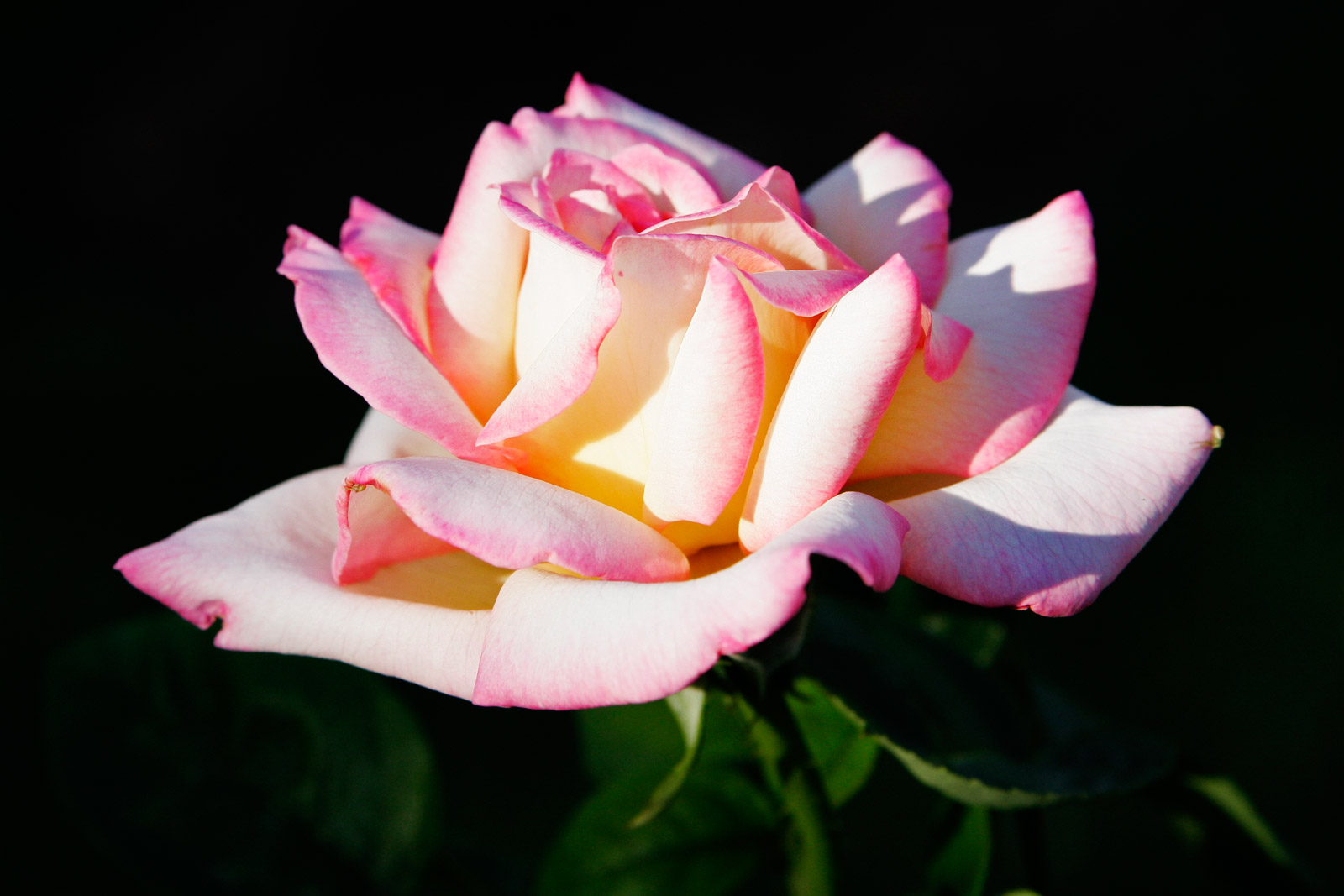
Rose 'Cajun Sunrise'.
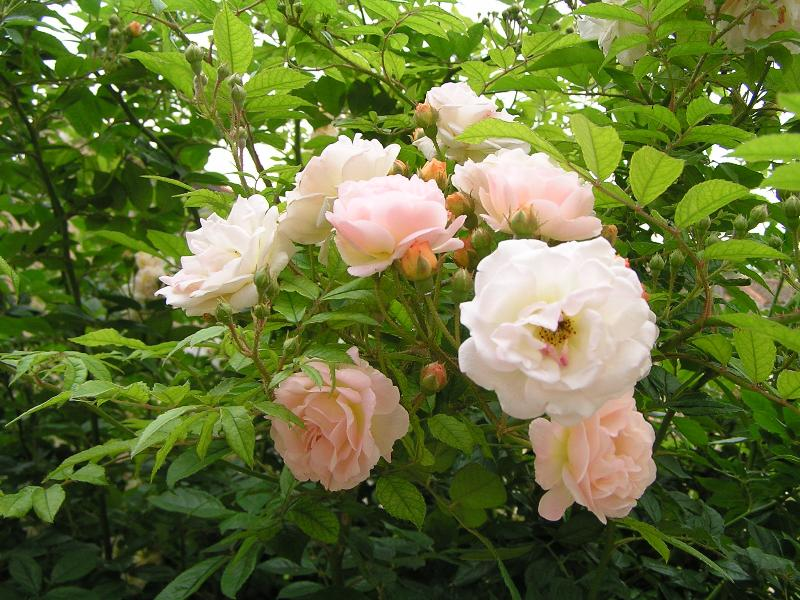
Rosier floribunda.
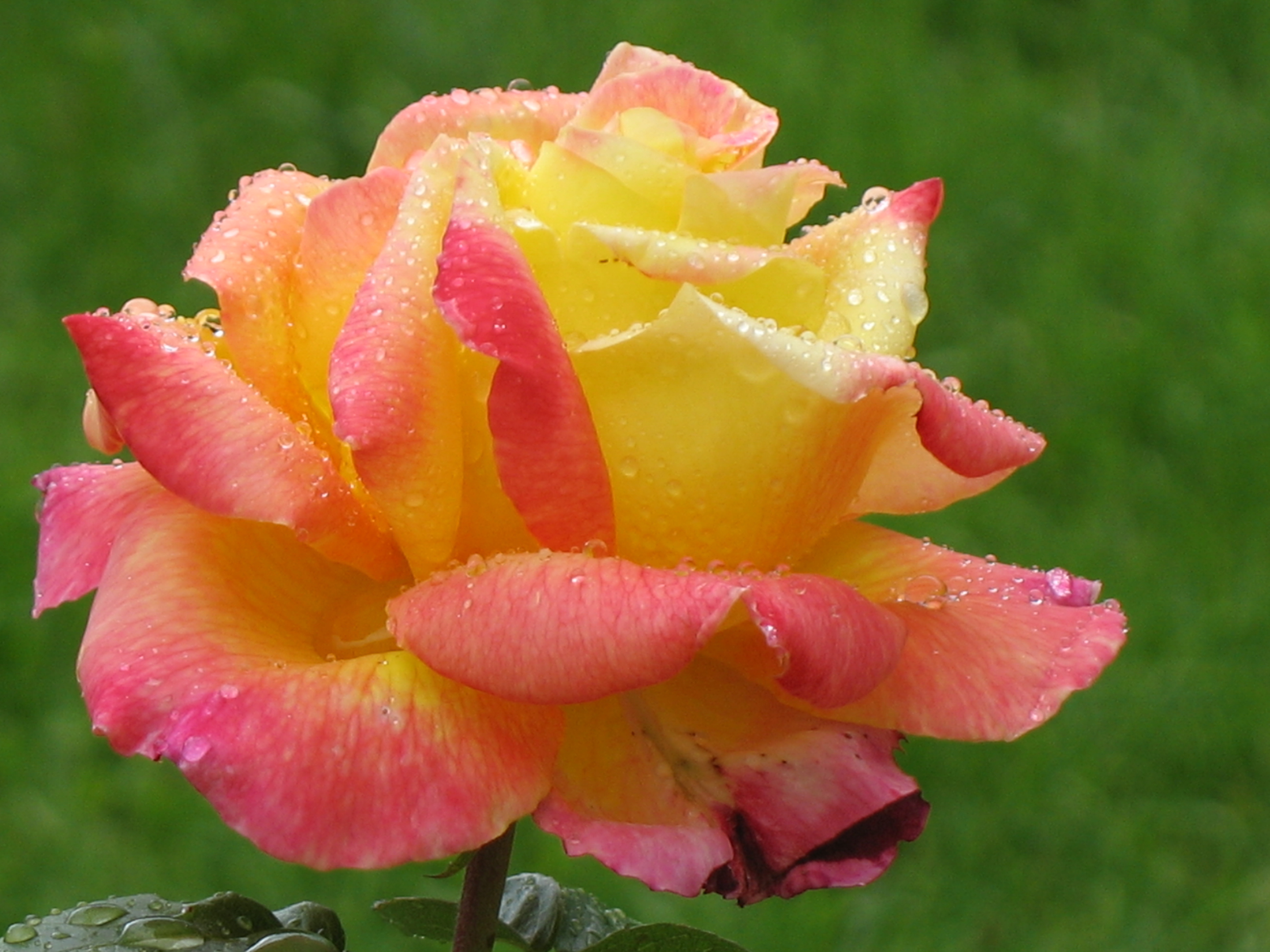
Rose 'Pulmann Orient-Express'.
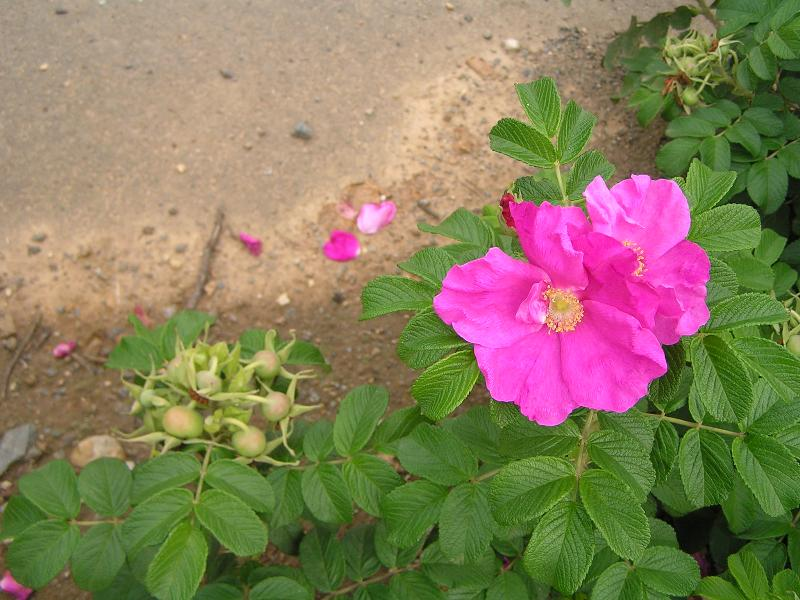
Rosa rugosa.
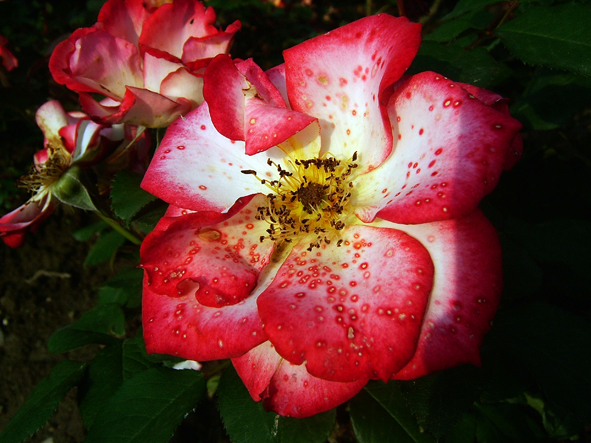
Rose 'Betty Boop'.
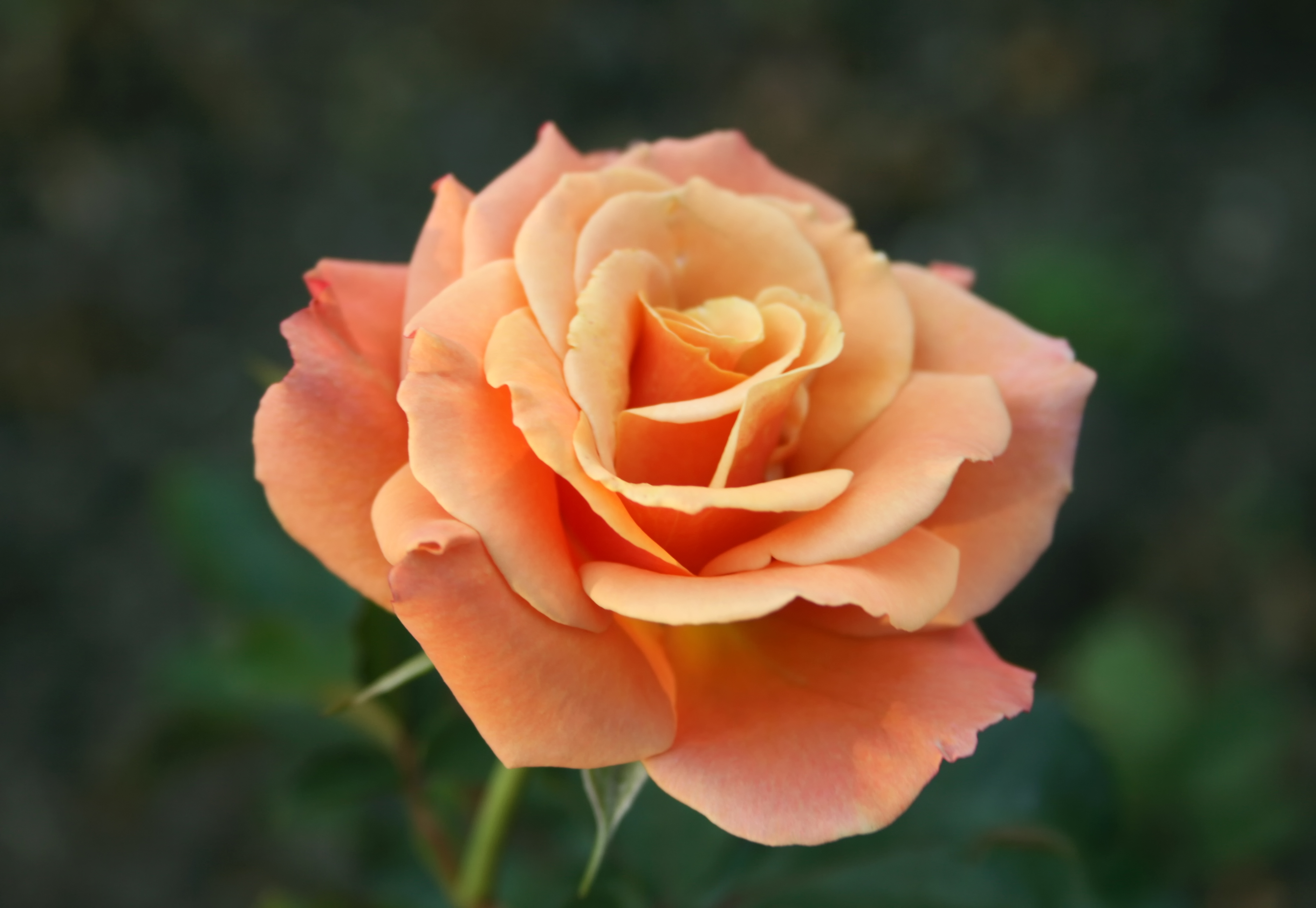
Rose 'Singing in the Rain'.
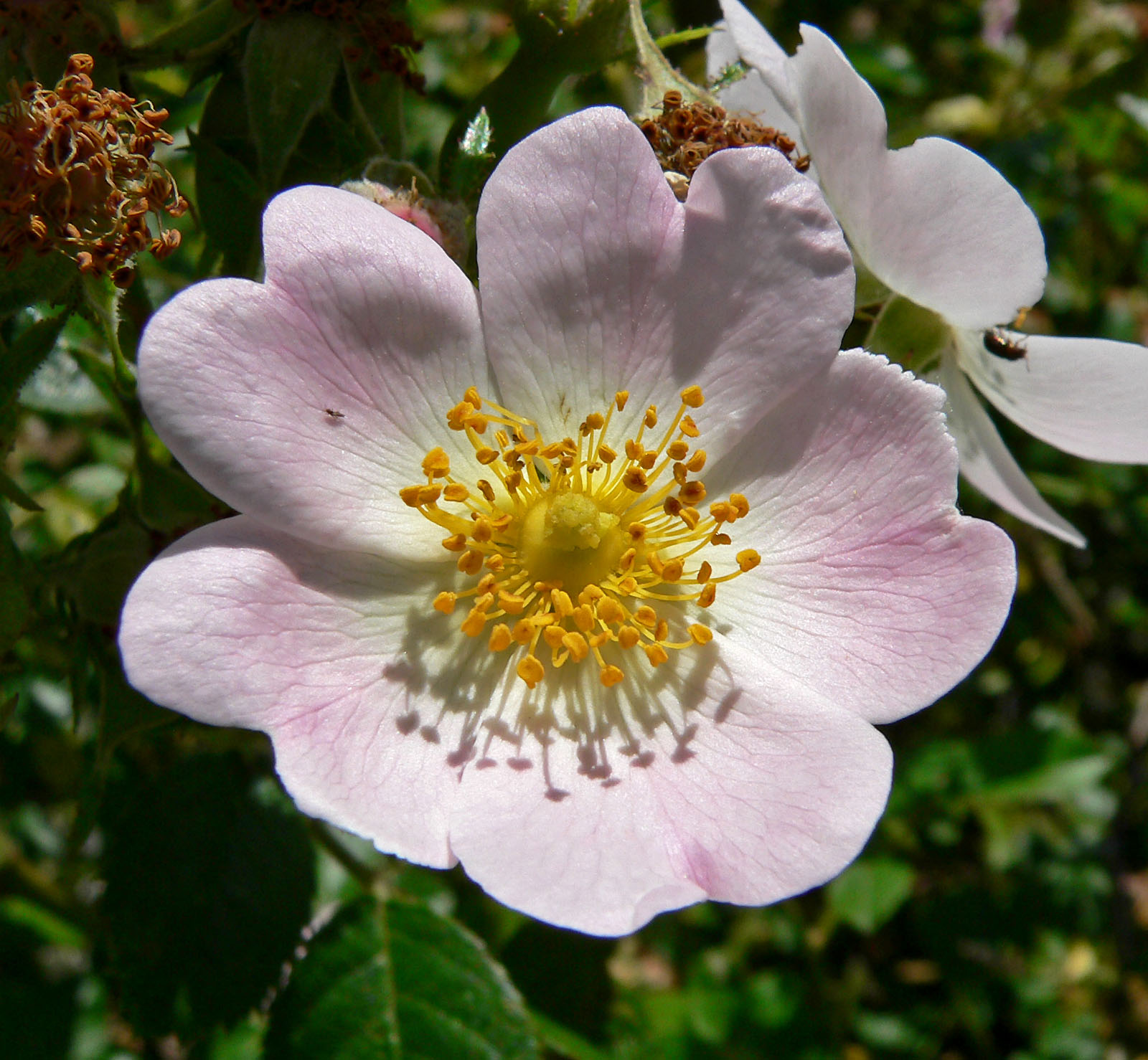
Rose 'Belle de Crécy'.
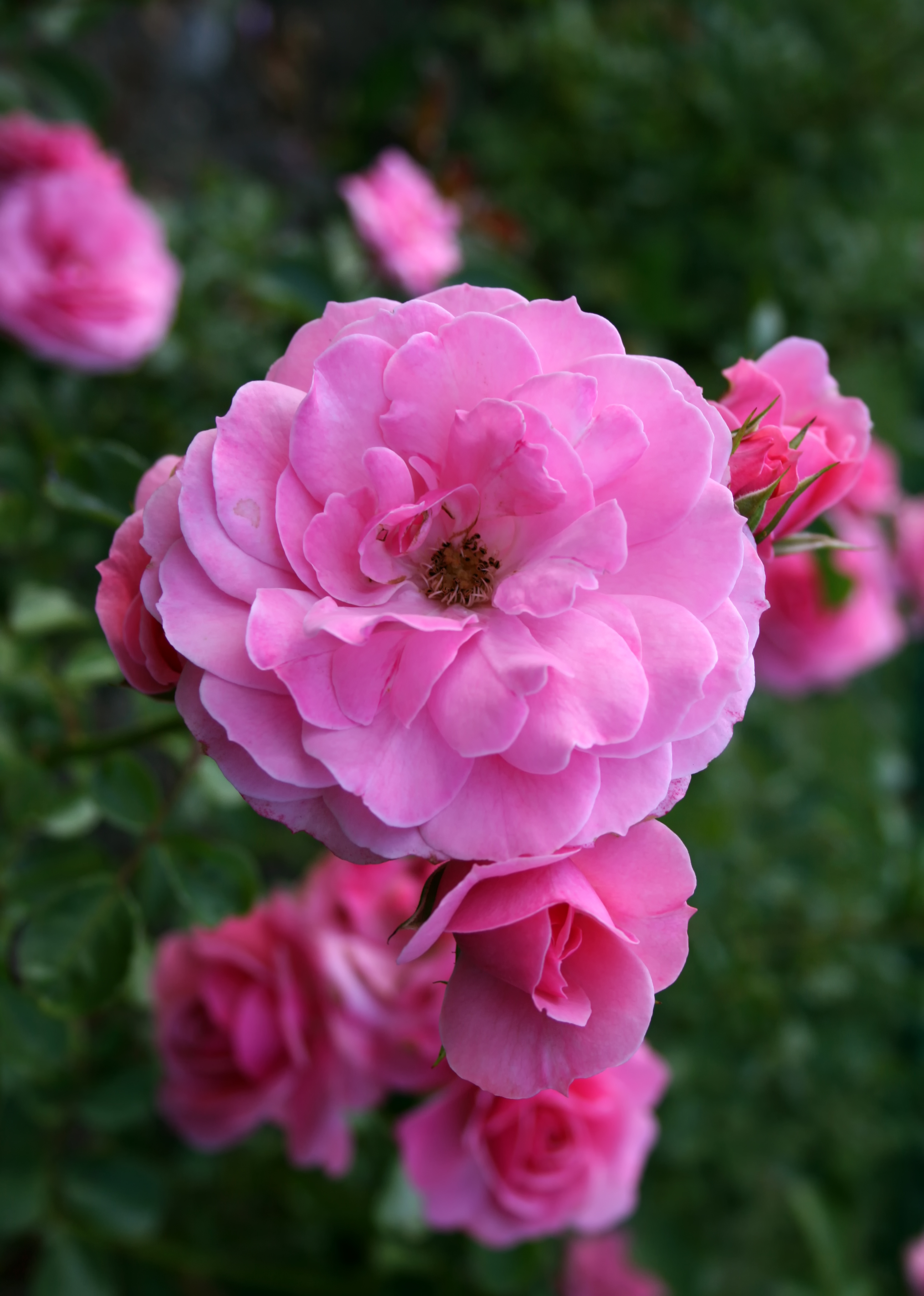
Rose 'Royal Bonica'.
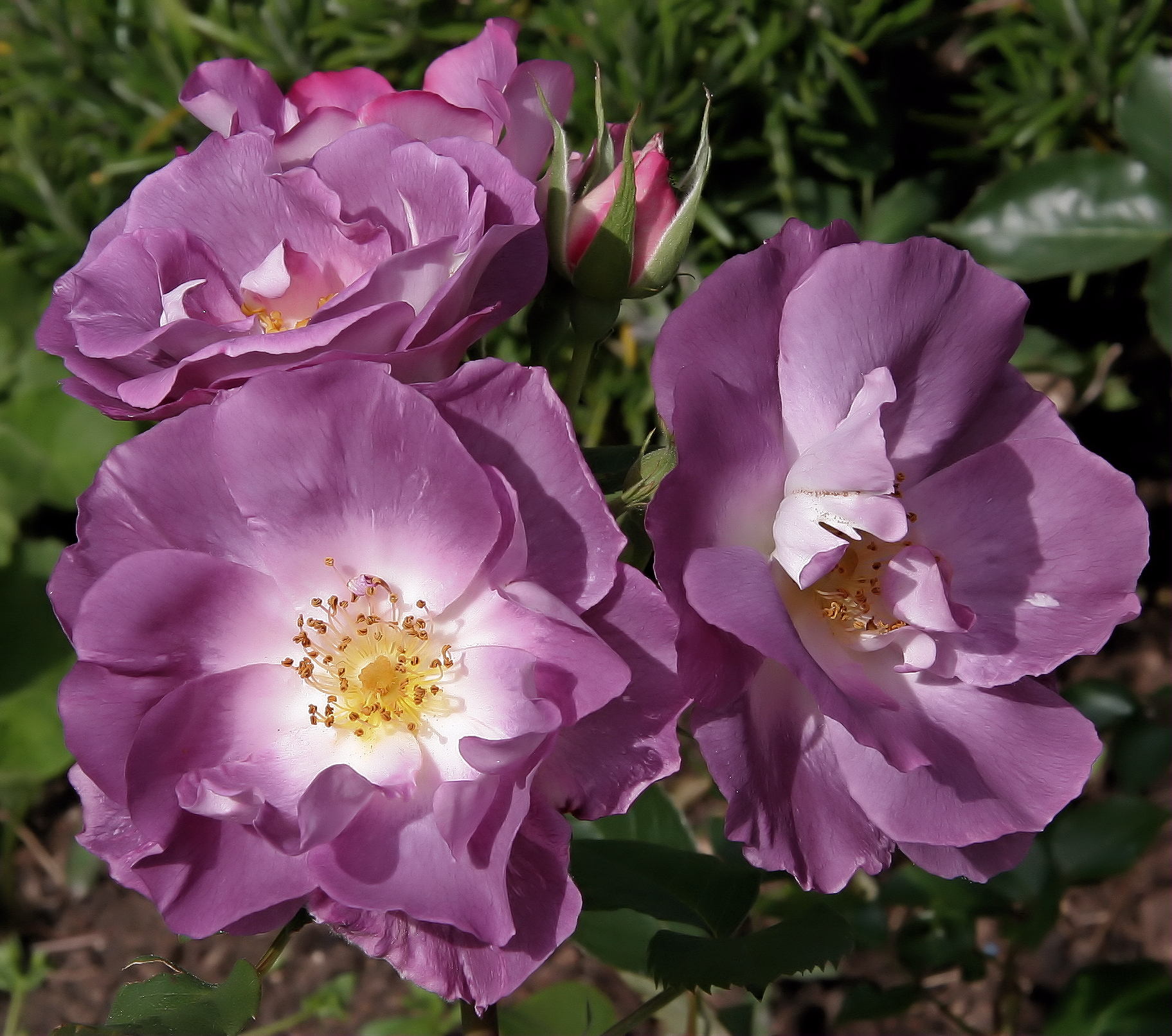
Rose 'Pacific Dream' bleu ardoise'.
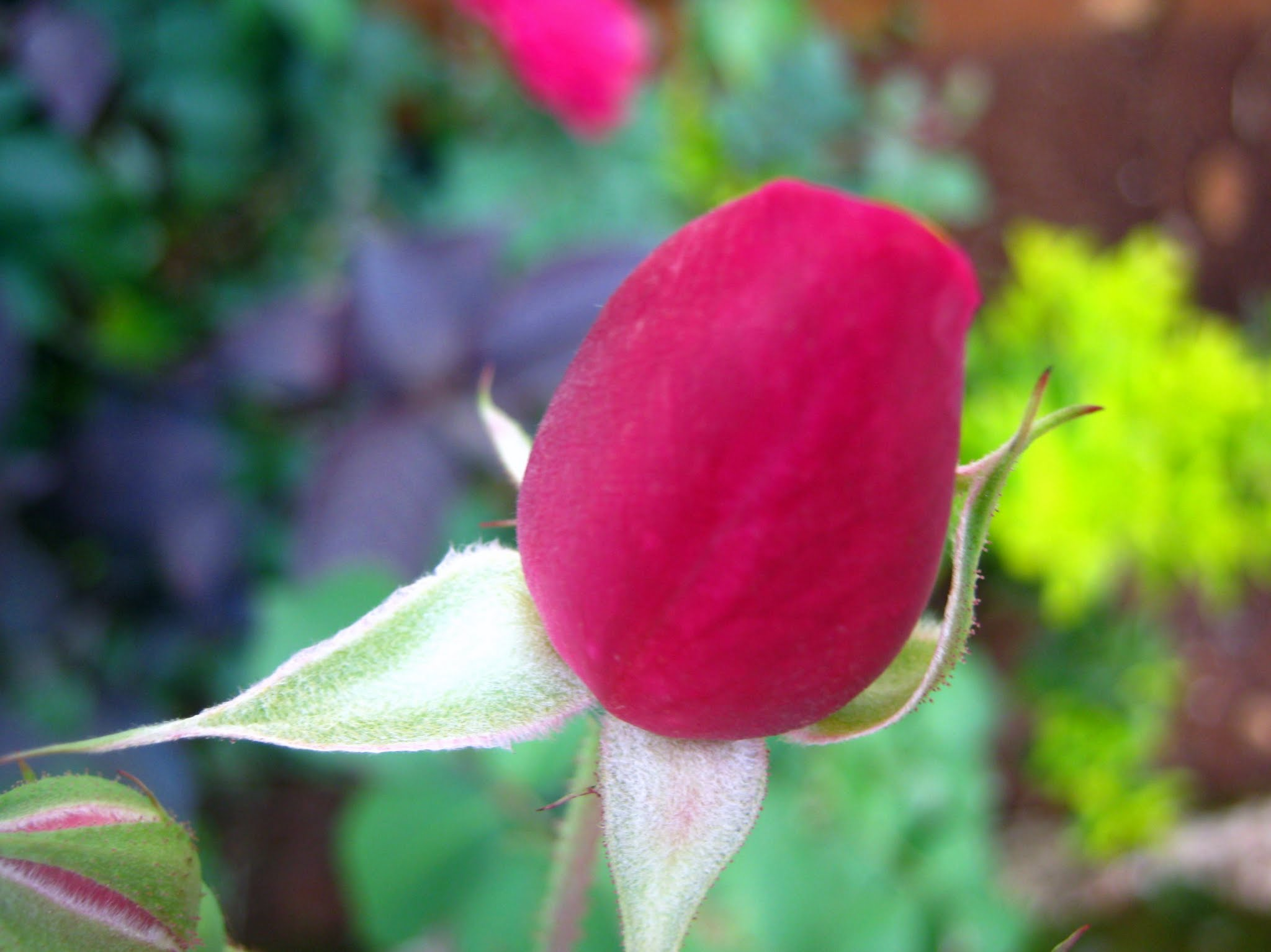
Bouton de rose.
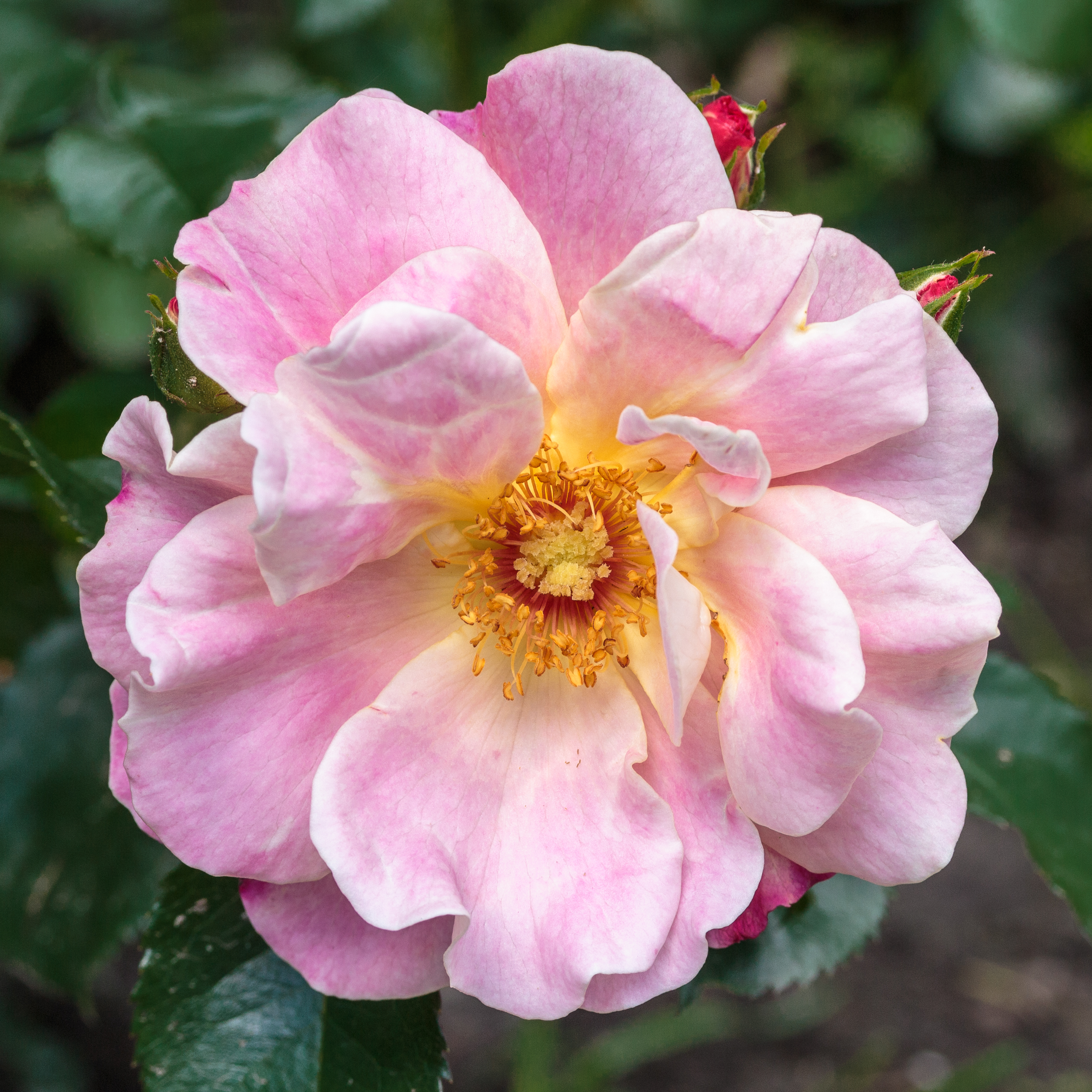
Rose 'Exotic Sunset'.
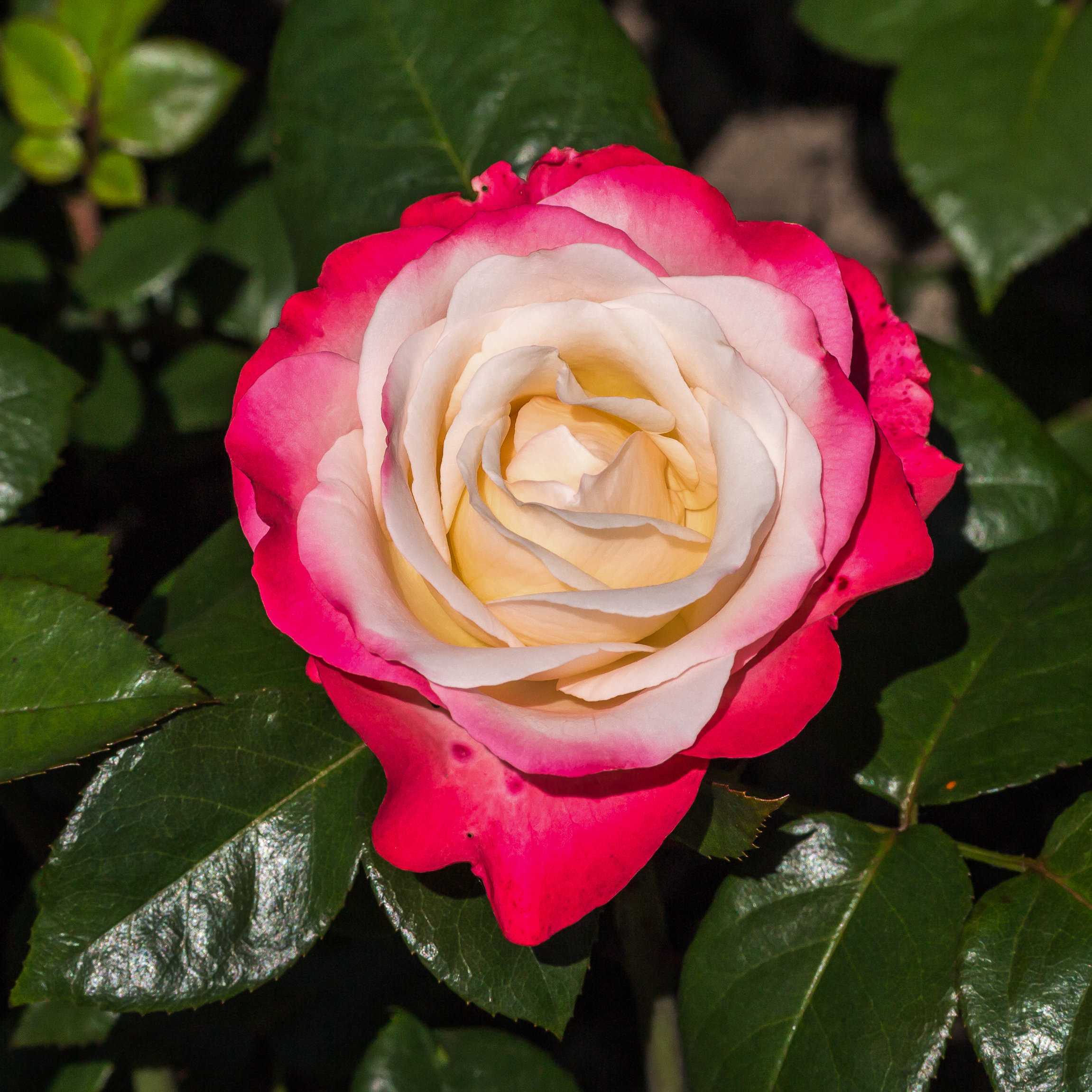
Rose 'Nostalgie'.
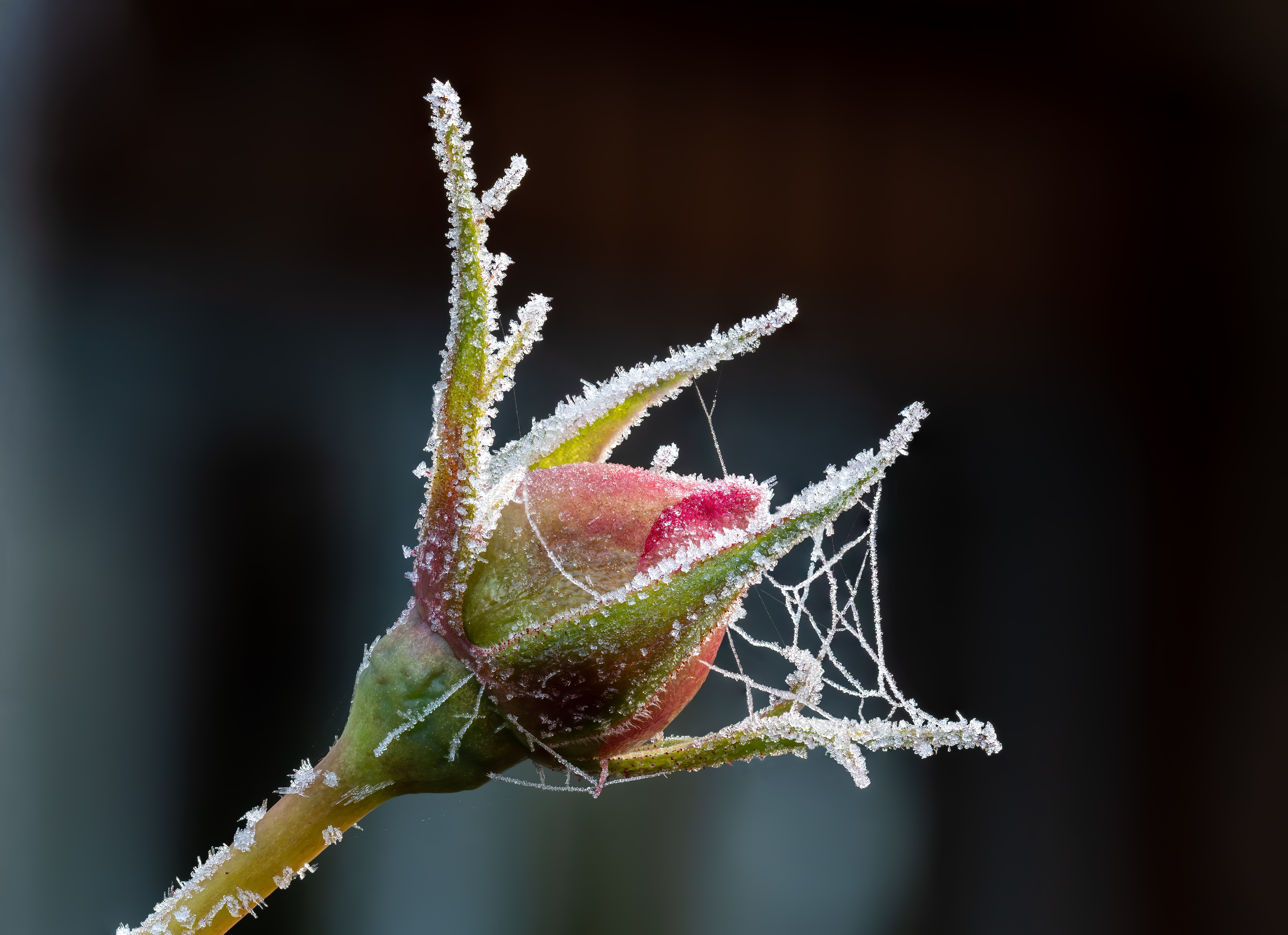
Bouton de rose anglaise sous le gel, cultivar ‘The Reeve’.

## Annexes

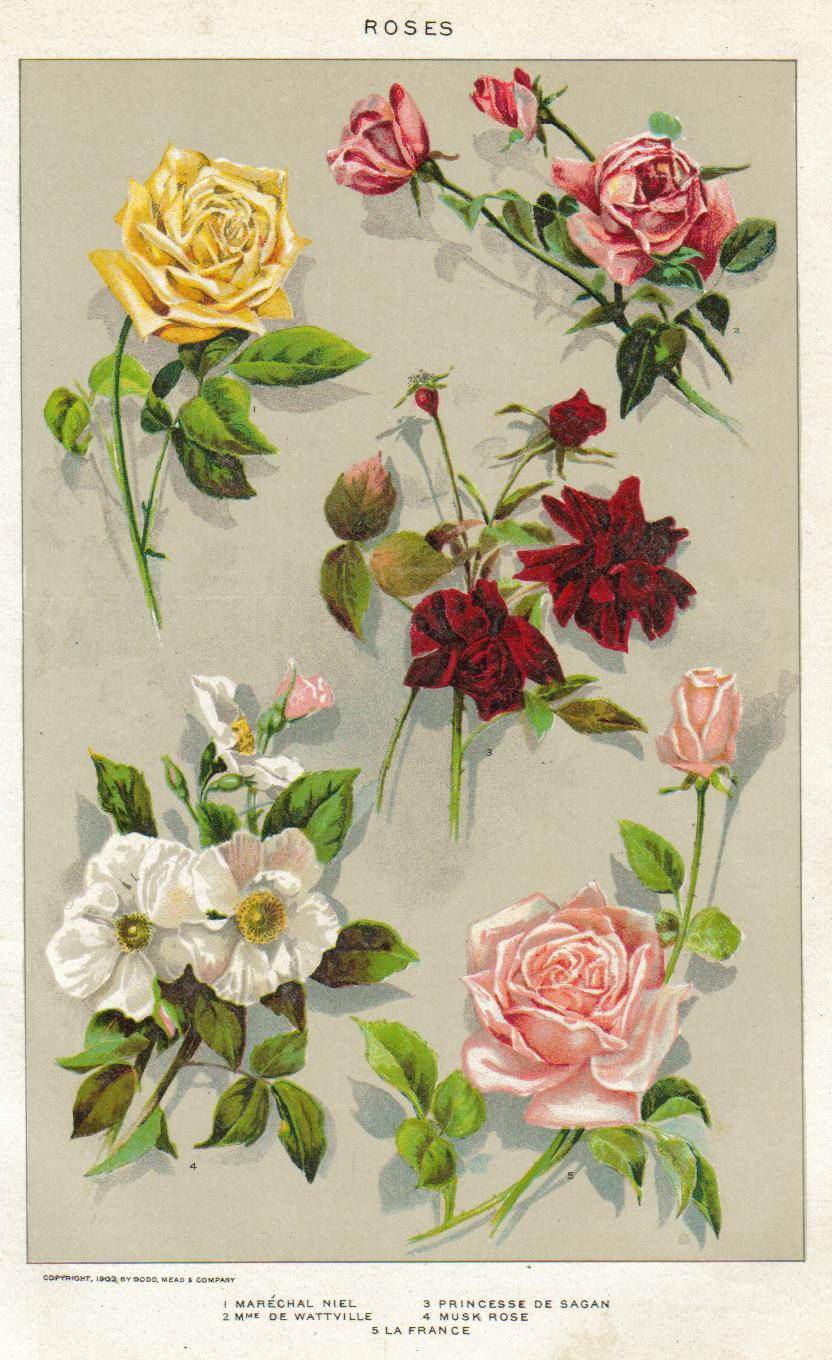
Peinture montrant plusieurs variétés de roses, du New International Encyclopedia, 1902.